# Clairvaux-les-Lacs
Pour les articles homonymes, voir Clairvaux (homonymie).
Pour l’article ayant un titre homophone, voir Clervaux.
Clairvaux-les-Lacs est une commune française du département du Jura, dans la région culturelle et historique de Franche-Comté et la région administrative Bourgogne-Franche-Comté, dans le Massif du Jura, au débouché d'une petite reculée qui incise le plateau de Champagnole, où se situent notamment ses deux lacs, au bord desquels est situé le village.
L'implantation de l'homme sur les bords des lacs de Clairvaux s'est faite dès le Néolithique, où un riche patrimoine de cette période est découvert au début du XXe siècle. Le site est inscrit le 27 juin 2011 sur la liste du patrimoine mondial de l'Unesco.
Ses habitants s'appellent les Clairvaliens et les Clairvaliennes.

## Géographie

### Localisation

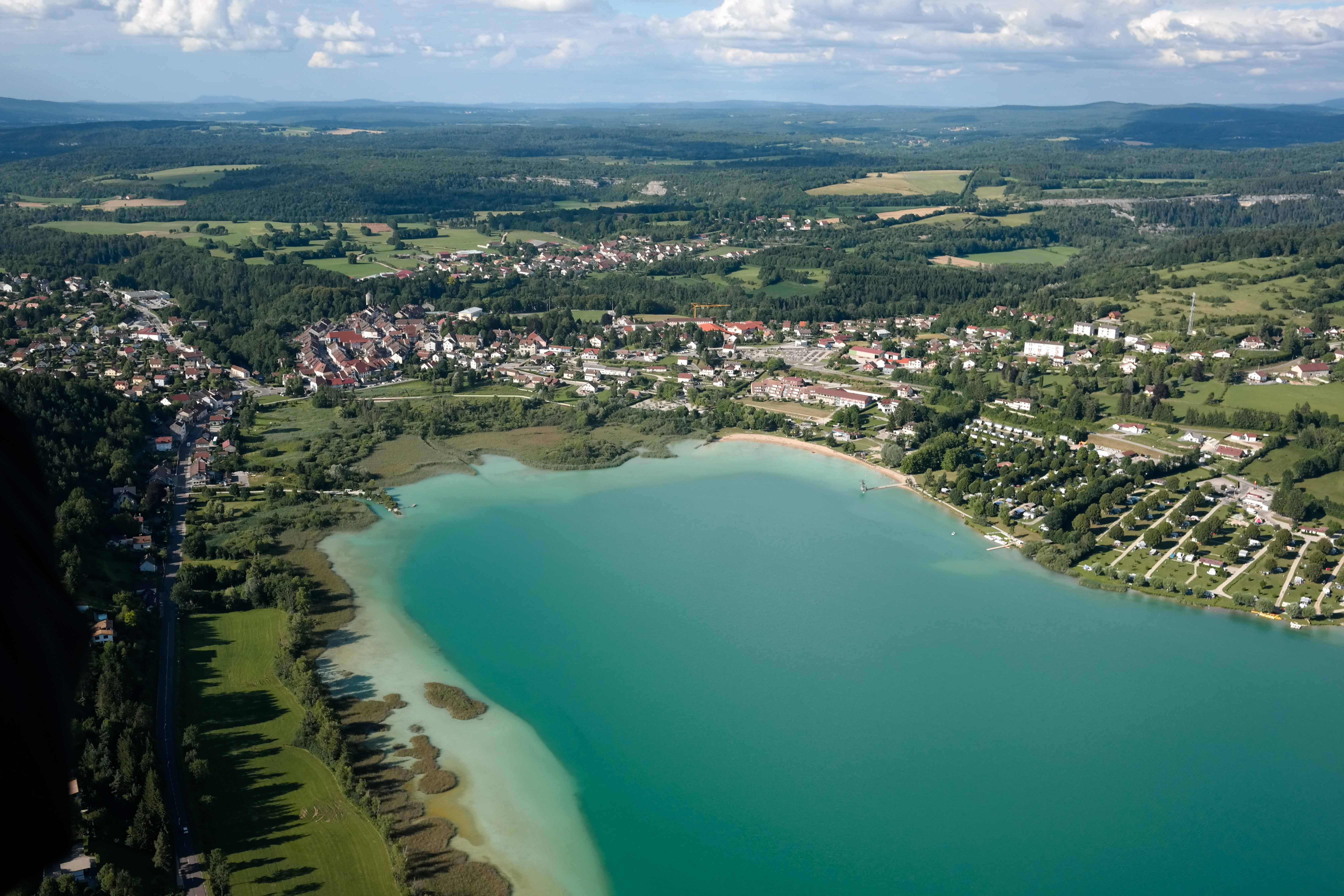
Vue aérienne de Clairvaux-les-Lacs et du grand lac

Clairvaux-les-Lacs est situé dans le massif du Jura, dans la partie orientale de la combe d'Ain et au débouché d'une petite reculée qui incise le plateau de Champagnole, où se situent les deux lacs de Clairvaux d'origine glaciaire.

### Communes limitrophes
Les communes limitrophes sont  Barésia-sur-l'Ain, Boissia, Châtel-de-Joux, Cogna, Hautecour, La Frasnée, Soucia et Vertamboz.

### Géologie et relief
Le village et les deux lacs se situent dans une petite reculée creusée par le glacier jurassien à l'origine des deux lacs. On trouve deux torrents : le Drouvenant, dont la gorge se situe au pied du village et l'Augeon, le torrent alimentant les deux lacs qui traverse le village, avant de creuser une autre gorge qui rejoint celle du Drouvenant à hauteur de la tour du château. À l'est, un plateau forestier, sur lequel se situe le village d'Hautecour, qui monte progressivement jusqu'à des altitudes d'environ 800 mètres, dominant le val du Drouvenant, au-dessus de Châtel-de-Joux. À l'ouest le territoire descend sur la combe d'Ain vers une altitude de 450 mètres.
Le territoire de la commune occupe une superficie de 1 228 ha dont 467 ha de bois.
Les deux lacs ont, quant à eux, une surface respective de 64 et 21 ha. Autour du Grand Lac s'est développé dès les années 1950, un important centre touristique : 4 campings-caravaning de une étoile à quatre étoiles, tous les loisirs aquatiques : baignades, activités nautiques (planche à voile, voile, pédalos), pêche...
Le village est bâti sur des sédiments morainiques datant de la glaciation de Würm, dont les lacs en sont un autre résidu. Le plateau forestier de Champagnole est constitué de calcaires datant du Kimméridgien, du Ptérocérien et de l'Oxfordien. Ces calcaires sont recouverts par les sédiments morainiques aux altitudes les plus basses du plateau (entre 600 et 700 m), puis les calcaires apparaissent à l'affleurement sur les altitudes plus élevées. Les deux lacs sont entourés d'un anneau de dépôts lacustres divers et de tourbes. La partie occidentale de la commune située dans la combe d'Ain est constituée de résidus glacio-lacustres du Würm et de sédiments morainiques correspondant à l'ancienne langue glaciaire d'Orgelet. Les contreforts des collines séparant la combe d'Ain de la combe des lacs claivaliens correspondent aux anciennes moraines, tandis que les collines en elles-mêmes sont constituées de marno-calcaires de l'Oxfordien et de l'Argovien, recouverts par endroits par des dépôts morainiques. Au nord du village, la vallée du Drouvenant est composée d'alluvions divers associés par endroits à des sédiments glacio-lacustres du Würm.

### Climat
Pour des articles plus généraux, voir Climat de la Bourgogne-Franche-Comté et Climat du département du Jura.
En 2010, le climat de la commune est de type climat de montagne, selon une étude du Centre national de la recherche scientifique s'appuyant sur une série de données couvrant la période 1971-2000. En 2020, Météo-France publie une typologie des climats de la France métropolitaine dans laquelle la commune est dans une zone de transition entre le climat semi-continental et le climat de montagne et est dans la région climatique Jura, caractérisée par une forte pluviométrie en toutes saisons (1 000 à 1 500 mm/an), des hivers rigoureux et un ensoleillement médiocre.
Pour la période 1971-2000, la température annuelle moyenne est de 9,5 °C, avec une amplitude thermique annuelle de 16,7 °C. Le cumul annuel moyen de précipitations est de 1 546 mm, avec 13,5 jours de précipitations en janvier et 9,8 jours en juillet. Pour la période 1991-2020, la température moyenne annuelle observée sur la station météorologique de Météo-France la plus proche, « Cogna », sur la commune de Cogna à 1 km à vol d'oiseau, est de 10,8 °C et le cumul annuel moyen de précipitations est de 1 557,5 mm. 
La température maximale relevée sur cette station est de 39 °C, atteinte le 12 août 2003 ; la température minimale est de −18,5 °C, atteinte le 6 février 2012,,.
Les paramètres climatiques de la commune ont été estimés pour le milieu du siècle (2041-2070) selon différents scénarios d'émission de gaz à effet de serre à partir des nouvelles projections climatiques de référence DRIAS-2020. Ils sont consultables sur un site dédié publié par Météo-France en novembre 2022.

## Urbanisme

### Typologie
Au 1er janvier 2024, Clairvaux-les-Lacs est catégorisée bourg rural, selon la nouvelle grille communale de densité à sept niveaux définie par l'Insee en 2022.
Elle est située hors unité urbaine et hors attraction des villes,.

### Occupation des sols

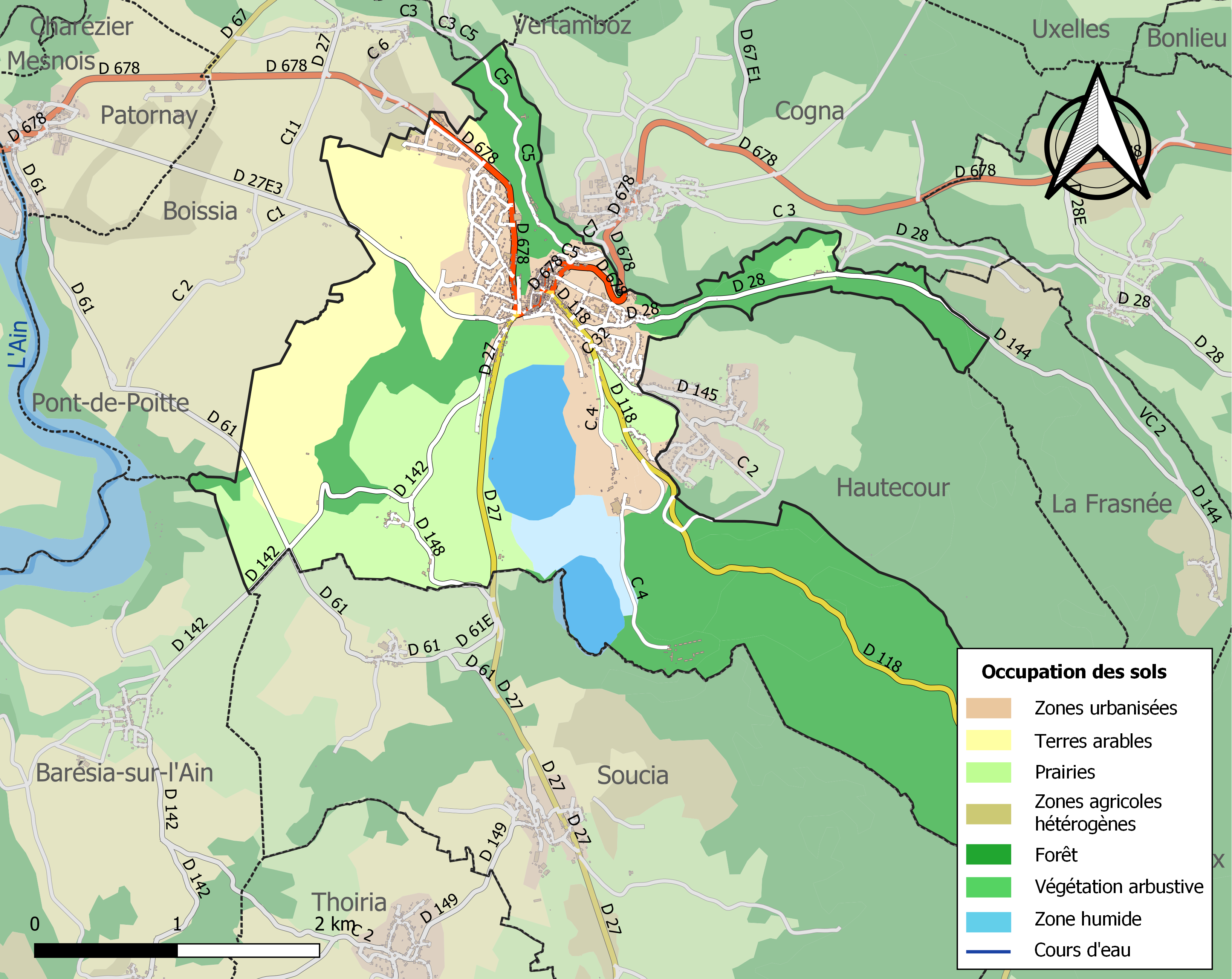
Carte des infrastructures et de l'occupation des sols de la commune en 2018 (CLC).

L'occupation des sols de la commune, telle qu'elle ressort de la base de données européenne d’occupation biophysique des sols Corine Land Cover (CLC), est marquée par l'importance des forêts et milieux semi-naturels (46 % en 2018), une proportion sensiblement équivalente à celle de 1990 (46,5 %). La répartition détaillée en 2018 est la suivante : 
forêts (46 %), prairies (17,9 %), terres arables (14,9 %), zones urbanisées (9,7 %), eaux continentales (6 %), zones humides intérieures (2,7 %), espaces verts artificialisés, non agricoles (2,6 %), zones agricoles hétérogènes (0,2 %). L'évolution de l’occupation des sols de la commune et de ses infrastructures peut être observée sur les différentes représentations cartographiques du territoire : la carte de Cassini (XVIIIe siècle), la carte d'état-major (1820-1866) et les cartes ou photos aériennes de l'IGN pour la période actuelle (1950 à aujourd'hui).

### Habitat et logement
En 2018, le nombre total de logements dans la commune était de 910, alors qu'il était de 897 en 2013 et de 898 en 2008.
Parmi ces logements, 77,7 % étaient des résidences principales, 13,3 % des résidences secondaires et 9 % des logements vacants. Ces logements étaient pour 57,3 % d'entre eux des maisons individuelles et pour 38,2 % des appartements.
Le tableau ci-dessous présente la typologie des logements à Clairvaux-les-Lacs en 2018 en comparaison avec celle du département du Jura et de la France entière. Une caractéristique marquante du parc de logements est ainsi une proportion de résidences secondaires et logements occasionnels (13,3 %) supérieure à celle du département (10,3 %) et à celle de la France entière (9,7 %). Concernant le statut d'occupation de ces logements, 54,1 % des habitants de la commune sont propriétaires de leur logement (54,5 % en 2013), contre 65,8 % pour le département du Jura et 57,5 % pour la France entière.
| Typologie                                               | Clairvaux-les-Lacs | Jura | France entière |
| ------------------------------------------------------- | ------------------ | ---- | -------------- |
| Résidences principales (en %)                           | 77,7               | 79,8 | 82,1           |
| Résidences secondaires et logements occasionnels (en %) | 13,3               | 10,3 | 9,7            |
| Logements vacants (en %)                                | 9                  | 9,9  | 8,2            |

### Qualité de l'environnement

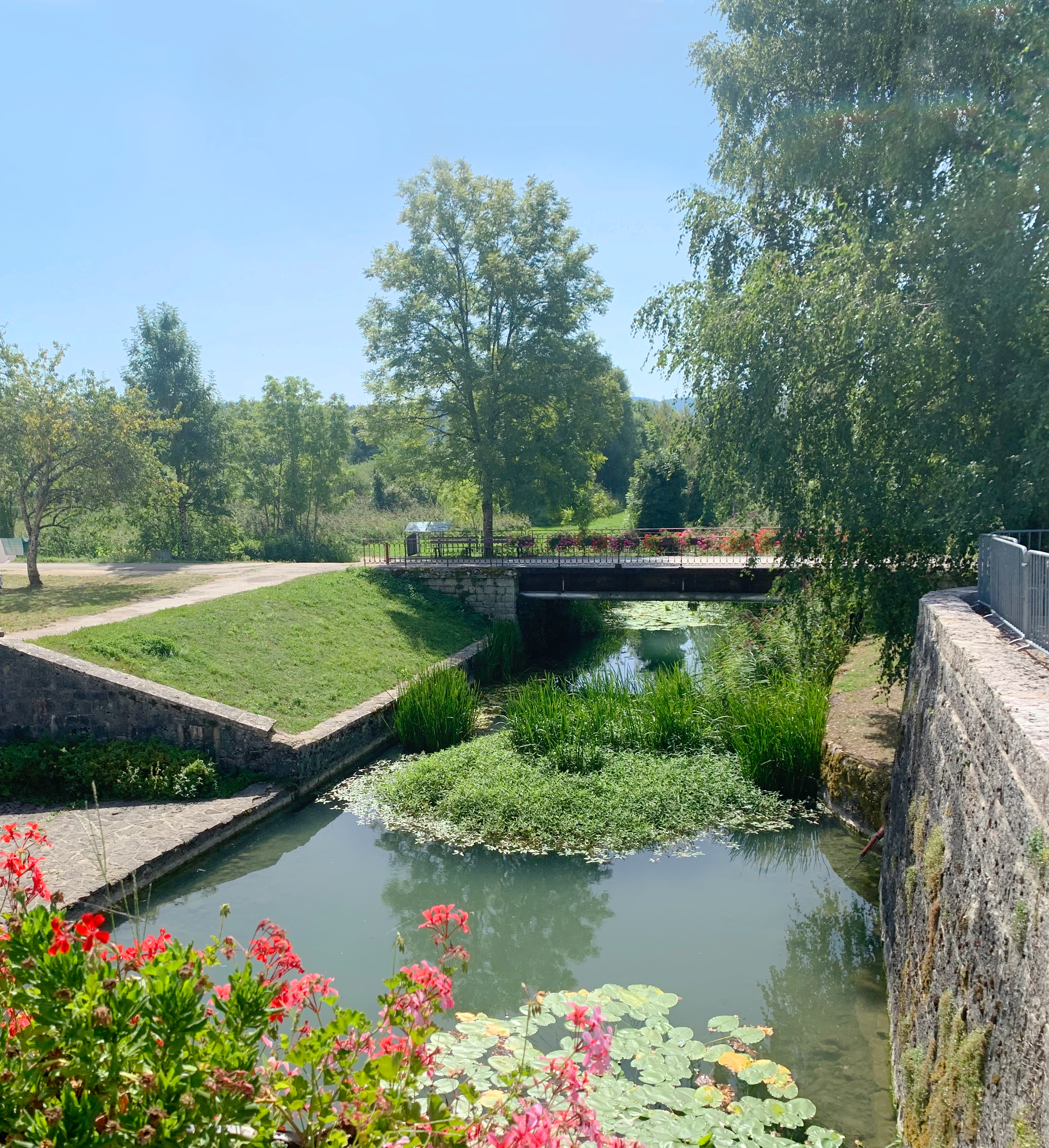
La Raillette, rivière de Clairvaux, principal déversoir du grand lac.

La plage du Grand lac obtient régulièrement le Pavillon Bleu d'Europe pour la qualité des eaux de baignade[réf. nécessaire].
Clairvaux est citée comme une des communes de France les plus touchées par les dépôts radioactifs de la catastrophe de Tchernobyl en 1986.
En 2011, des prélèvements de sédiments au petit lac mettent en évidence la présence de DDT (pesticide polluant organique persistant), de PCB (isolant électrique écotoxique), d'hydrocarbures et de métaux lourds.

## Toponymie
La première mention de Clairvaux date de 1089 qui parle d'une donation à l'abbaye de Cluny par un religieux nommé Hugues de Chatillon. L'origine du nom provient de Clara-Vallis, ce qui signifie la « vallée claire », terme utilisé au XIe siècle pour désigner certains noms de lieux. Une autre hypothèse serait que « Cler » correspond à clérical ou à claire, alors que « volx » ou « valx » correspond à un dérivé de « volere » qui marque la volonté, plus qu'une vallée ; le nom Clairvaux date de la période des croisades et aurait alors subi une influence religieuse.
Les orthographes successives du nom furent Clervaux, Clervolx, Clervaux, Clairvaux puis Clairvaux-du-Jura, Clairvaux-les- Vaux-d'Ain  et enfin Clairvaux-les-Lacs à partir de 1930.
La commune, jusqu'alors dénommée Clairvaux, est renommée Clairvaux-les-Lacs en 1930

## Histoire

### Préhistoire et Antiquité

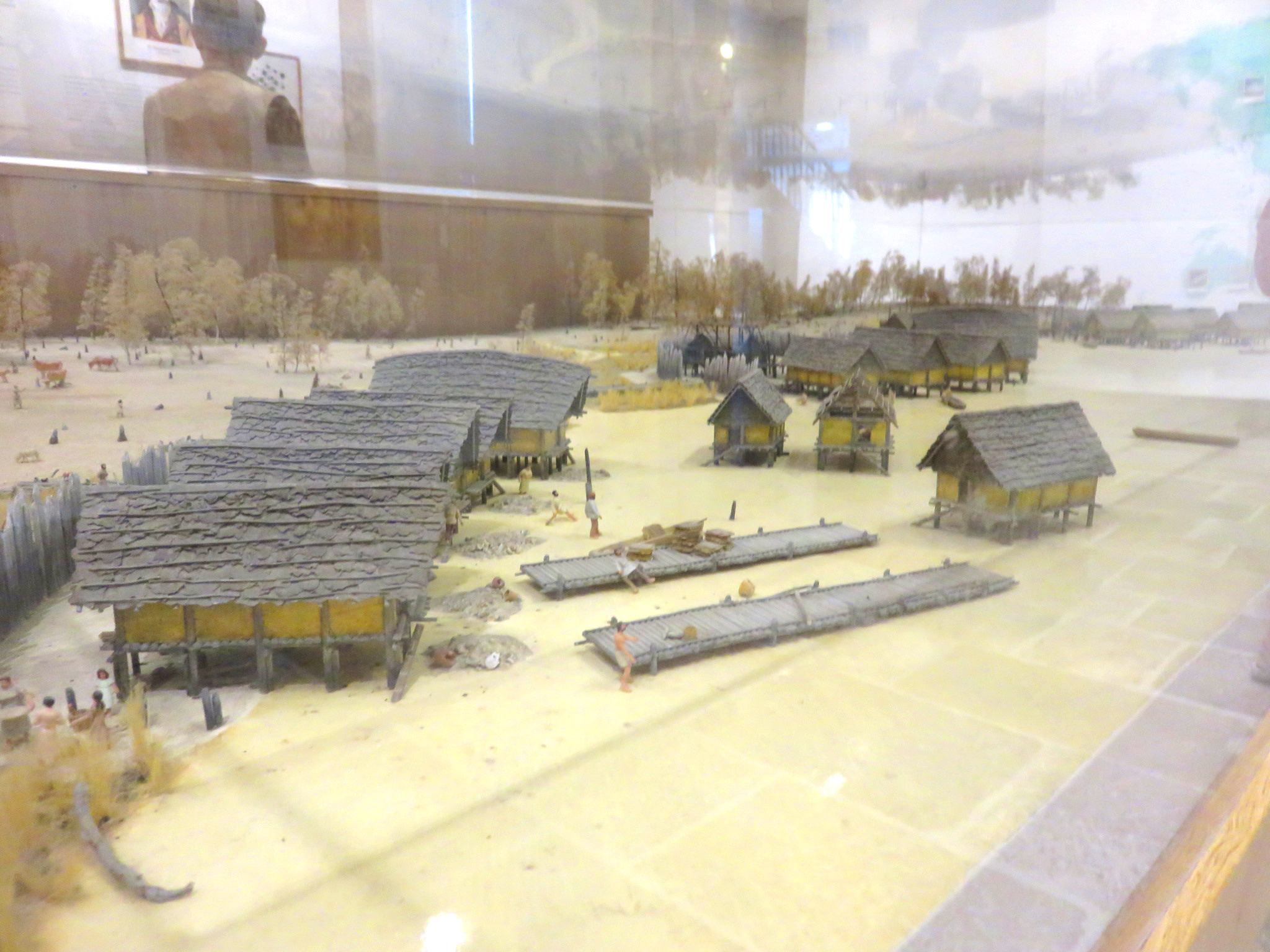
Cité lacustre

Le canton de Clairvaux-les-Lacs possède un riche patrimoine néolithique représenté surtout par de nombreuses cités lacustres situées, entre autres, sur la rive nord du Grand Lac de Clairvaux. Des fouilles en cours concernent un village du Néolithique moyen (4000 av. J.-C.).
En juin 2011, les sites palafittiques de Clairvaux sont inscrits sur la liste du patrimoine mondial de l'UNESCO,.

### Moyen Âge
Du Ve au XIIIe siècle, la baronnie de Clairvaux fait partie du comté de Scoding, Située aux confins du comté de Bourgogne et de la Terre de Saint-Claude (ou de Condat, ou de St-Oyand), elle est donc tiraillée entre plusieurs influences ou suzerainetés : le comte de Bourgogne, spécialement sa parentèle de la maison de Chalon-Arlay ; le sire de Salins (famille fondue à la fin du XIIe siècle dans les sires de Broyes-Commercy — cf. Gaucher Ier — avec le Mont-Rivel, Chaux-des-Crotenay et Château-Villain, puis au XIIIe siècle dans les Chalon d'Arlay) ; et les abbés d'Abondance, de St-Claude, de Balerne, de Grandvaux, de Bonlieu...
La première trace écrite de Clairvaux remonte à 1089. Les plus anciens registres de l'état civil datent de 1640.
Le village avait un château datant du XIIe siècle, qui est démantelé vers 1668 après la signature du traité d'Aix-la-Chapelle. Il ne reste actuellement de ce château que la tour, qui a été amputée de deux étages, la chapelle castrale Notre-Dame de l'Isle, quelques parties de la muraille et des morceaux de tours qu'un œil attentif peut déceler sur des bâtiments du centre-ville.
Les barons de Clairvaux appartiennent d'abord à la famille de Cuiseaux ou Cuisel, qui avait aussi Mont-Saint-Sorlin, Virechâtel, et le château de Joux en paréage avec l'abbé de St-Claude: ainsi Renaud, Hugues, quatre Pons/Ponce de Cuiseaux, et Humbert de Cuiseaux aux XIIe et XIIIe siècles. Au début du XIVe siècle, les deux filles d'Humbert, Nicole et Marguerite de Cuiseaux, se partagent sa succession (leur frère Etienne, encore présent en 1301, étant disparu) : alors que Nicole épouse Hugues II d'Usie et reçoit Mont-Saint-Sorlin, Vertamboz et Charcier, sa sœur Marguerite de Cuiseaux, † après 1344, obtient Clairvaux et Châtel-de-Joux, qu'elle transmet à son mari Jean de Faucogney-Villersexel, † en mai 1319, fils d'Aymon de Villersexel et petit-fils d'Aymon III de Faucogney.
Jean de Villersexel et Marguerite de Cuiseaux de Clairvaux ont deux fils : Aymon († 1360 ; époux de Jeanne de La Roche, † 1375, dame de Saint-Hippolyte et de La Roche-en-Montagne (fille de Richard de La Roche-en-Montagne et de Mahaut/Mathilde fille de Gauthier II de Montfaucon), et Humbert de Clairvaux († 1345 ; époux de Marguerite, † après 1372, dame de Châtillon-sous-Maîche et de Maîche, sœur cadette de Jeanne). Humbert reçoit Clairvaux, qui passe à la génération suivante à Henri de Villersexel, † 1412, son fils ou son neveu. En effet, Henri était-il plutôt le fils d'Aymon de Villersexel et de Jeanne de La Roche, ou bien d'Humbert et de Marguerite de La Roche selon l'érudit Alphonse Rousset (qui fait d'Aymon un ecclésiastique, Grand-archidiacre de Besançon) ?
Toujours est-il que de sa femme Guillemette de Vergy, † 1401 et mariée en 1357, fille de Jean II le Borgne de Vergy sire de Champlitte et Fouvent, Henri de Villersexel de Clairvaux a deux fils : Humbert, † vers 1437 sans postérité, comte de La Roche, sire de Villersexel, Maîche et Saint Hippolyte, et aussi d'Orbe par son premier mariage avec Marguerite de Montfaucon-Montbéliard ; et son frère cadet Guillaume Ier de Villersexel, † 1396 à Nicopolis, sire de Clairvaux et de Joux, mari de la capétienne Catherine de Bourgogne de Montaigu dame de Mâlain et Sombernon, † 1431, d'où Claudine (sans postérité de son mari Olivier de Longwy-Neublans seigneur de Rahon et Longepierre, † 1463), Béatrix (x Didier de Cicon : postérité), et Guillaume II de Villersexel de Clairvaux, † 1472, mari de Charlotte de Noyers-Rimaucourt, petite-fille de Jean de Noyers (premier comte de Joigny : leur fille Jeanne de Villersexel, † 1460, dame de Clairvaux, Joux, Sombernon et Mâlain, épouse en 1435 Guillaume Ier de Bauffremont-Scey, † 1474.

### Temps modernes
On trouve cette description de Gilbert Cousin à la Renaissance: Non loin de là est Clairvaux, place située près de la rivière d'Ain. On y prépare la laine, on la peigne et on la façonne à la main, puis on la tisse pour en faire des draps. Il y a là un couvent de Carmes. Clairvaux est la patrie de Jean Bondieu et d'Antoine Favernier, hautement estimés en tous lieux pour leurs travaux.

### Révolution française et Empire
Les Bauffremont-Scey gardent Clairvaux jusqu'en 1808 : le prince Alexandre de Bauffremont (1773-1833) vend alors le domaine de Clairvaux à Noël-Nicolas-Ménil Lemire, capitaine de vaisseau et maître de forges à Clairvaux, acquéreur du domaine de Vertamboz en 1807.

### Époque contemporaine
La commune est desservie au début du XXe siècle par les Chemins de fer vicinaux du Jura, une compagnie de chemin de fer secondaire. Clairvaux est alors une gare de 1re classe à quatre voies sur la ligne de Lons à Saint-Claude, origine de la ligne vers Foncine-le-Haut .
En 1959, Clairvaux-les-Lacs absorbe la commune de Soyria, qui comptait alors 32 habitants,.

## Politique et administration

### Rattachements administratifs et électoraux

#### Rattachements administratifs
La commune se trouve  dans l'arrondissement de Lons-le-Saunier du département du Jura.
Elle était depuis 1793 le chef-lieu du canton de Clairvaux-les-Lacs. Dans le cadre du redécoupage cantonal de 2014 en France, cette circonscription administrative territoriale a disparu, et le canton n'est plus qu'une circonscription électorale.

#### Rattachements électoraux
Pour les élections départementales, la commune fait partie depuis 2014 du canton de Saint-Laurent-en-Grandvaux
Pour l'élection des députés, elle fait partie de la deuxième circonscription du Jura.

### Intercommunalité
Clairvaux-les-Lacs était le siège de la petite communauté de communes du Pays des Lacs, un établissement public de coopération intercommunale (EPCI) à fiscalité propre créé fin 1994 et auquel la commune avait transféré un certain nombre de ses compétences, dans les conditions déterminées par le code général des collectivités territoriales.
À la suite du départ de trois de ses communes qui rejoignent la communauté de communes Champagnole Nozeroy Jura, cette intercommunalité a fusionné avec ses voisines  pour former, le 1er janvier 2020, la communauté de communes Terre d'Émeraude, dont est désormais membre la commune,,.

### Liste des maires
| Période      | Période                       | Identité            | Étiquette | Qualité                                                |
| ------------ | ----------------------------- | ------------------- | --------- | ------------------------------------------------------ |
| avril 1945   | 1950                          | Charles Humbert     |           | Professeur de mathématiques                            |
| octobre 1950 | 1953                          | Désiré Goy          |           | Quincaillier                                           |
| mai 1953     | février 1970                  | Raoul Faivre        |           | Hôtelier                                               |
| mars 1970    | mars 1971                     | Charles Bagaïni     |           | Artisan peintre                                        |
| mars 1971    | 1995                          | Rémy Jean Reboullet |           | Médecin                                                |
| juin 1995    | avril 2011                    | Yves Claudey        | PS        | Ancien conducteur de travaux à la DDE Mort en fonction |
| mai 2011     | mai 2020                      | Alain Panseri       | SE        | Contremaître                                           |
| mai 2020,    | En cours (au 13 juillet 2023) | Hélène Morel-Bailly | SE        | Prothésiste dentaire retraitée                         |

### Distinctions et labels
La commune est classée comme station de tourisme

### Démocratie participative
Du 15 février 2009 au 15 février 2011, un conseil municipal des jeunes clairvaliens a été mis en place. Il a été composé d'un maire, de quatre adjoints et de dix conseillers, tous âgés entre 9 et 16 ans[réf. nécessaire].

## Équipements et services publics

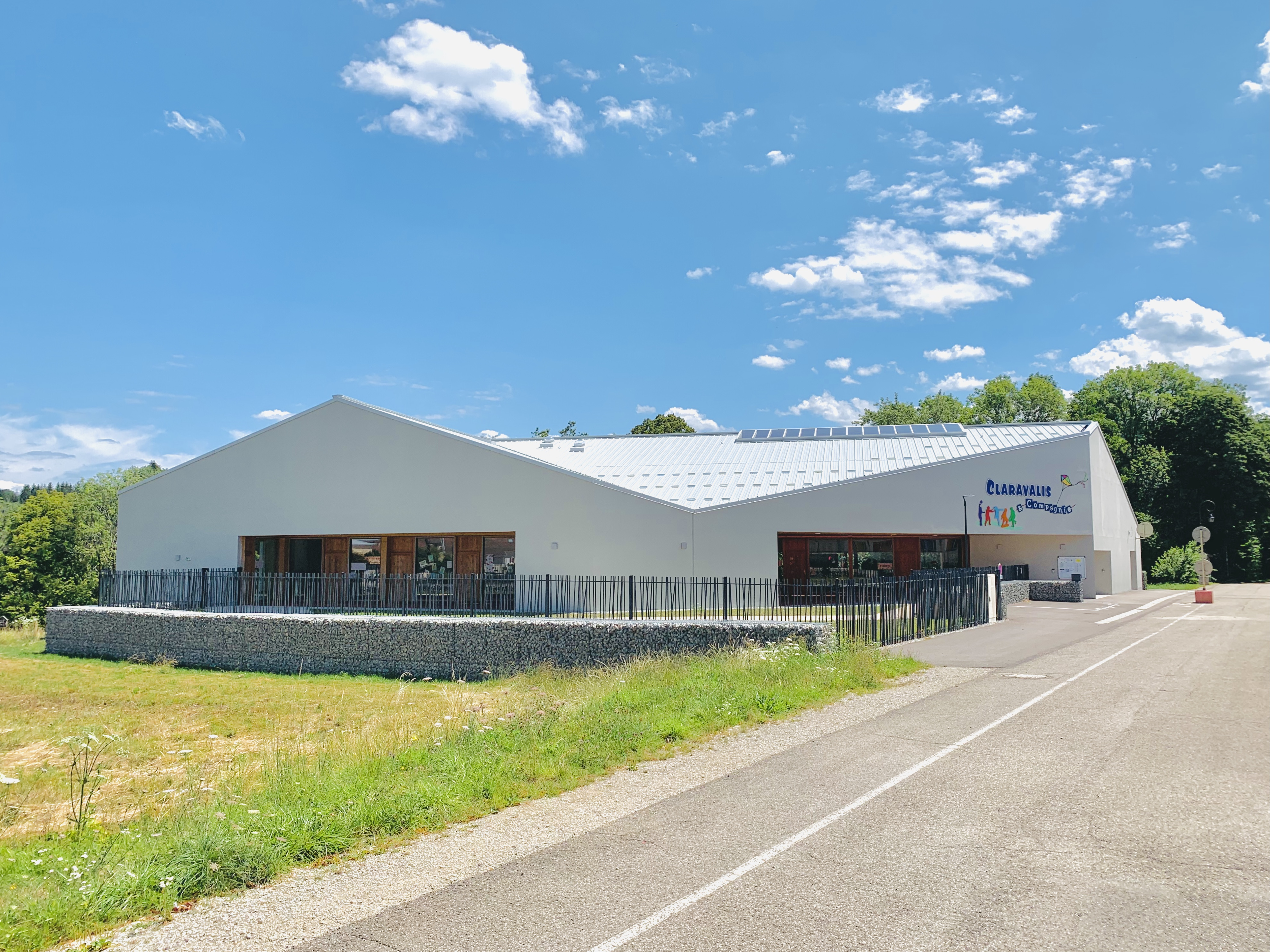
Claravalis & Compagnie, le bâtiment intercommunal d’accueil de loisirs sans hébergement, pour les enfants pendant les temps peri et extra-scolaires (restauration du midi, temps d’activité périscolaire, vacances et mercredi après-midi).

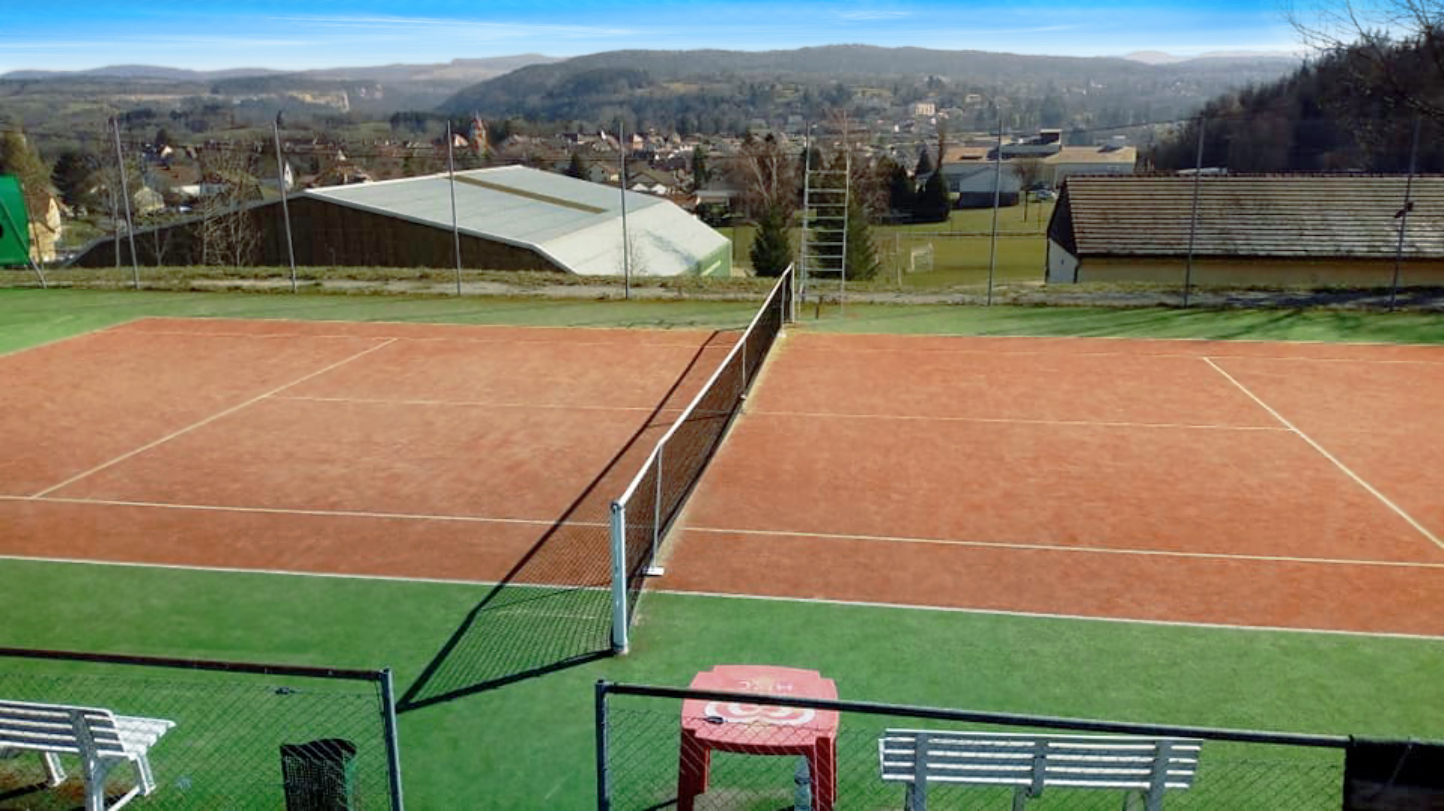
Un des deux courts du Tennis Club Clairvalien.

### Santé
Un établissement d'hébergement pour personnes âgées dépendantes a été inauguré en 2011 : il comporte 37 lits (dont 2 d'accueil temporaire) qui viennent compléter les 44 logements du Foyer pour personnes âgées existant depuis 1991[réf. nécessaire].

## Population et société

### Démographie
L'évolution du nombre d'habitants est connue à travers les recensements de la population effectués dans la commune depuis 1793. Pour les communes de moins de 10 000 habitants, une enquête de recensement portant sur toute la population est réalisée tous les cinq ans, les populations de référence des années intermédiaires étant quant à elles estimées par interpolation ou extrapolation. Pour la commune, le premier recensement exhaustif entrant dans le cadre du nouveau dispositif a été réalisé en 2005.

En 2022, la commune comptait 1 428 habitants, en évolution de −1,11 % par rapport à 2016 (Jura : −0,81 %, France hors Mayotte : +2,11 %).
| 1793  | 1800  | 1806  | 1821  | 1831  | 1836  | 1841  | 1846  | 1851  |
| ----- | ----- | ----- | ----- | ----- | ----- | ----- | ----- | ----- |
| 1 121 | 1 065 | 1 051 | 1 211 | 1 306 | 1 372 | 1 355 | 1 241 | 1 351 |

| 1856  | 1861  | 1866  | 1872  | 1876  | 1881 | 1886 | 1891 | 1896 |
| ----- | ----- | ----- | ----- | ----- | ---- | ---- | ---- | ---- |
| 1 355 | 1 201 | 1 139 | 1 036 | 1 059 | 991  | 961  | 914  | 976  |

| 1901 | 1906  | 1911 | 1921 | 1926 | 1931  | 1936  | 1946  | 1954  |
| ---- | ----- | ---- | ---- | ---- | ----- | ----- | ----- | ----- |
| 940  | 1 005 | 983  | 943  | 982  | 1 090 | 1 002 | 1 035 | 1 101 |

| 1962  | 1968  | 1975  | 1982  | 1990  | 1999  | 2005  | 2006  | 2010  |
| ----- | ----- | ----- | ----- | ----- | ----- | ----- | ----- | ----- |
| 1 324 | 1 380 | 1 379 | 1 432 | 1 361 | 1 472 | 1 503 | 1 512 | 1 424 |

| 2015  | 2020  | 2022  | - | - | - | - | - | - |
| ----- | ----- | ----- | - | - | - | - | - | - |
| 1 438 | 1 427 | 1 428 | - | - | - | - | - | - |

L'évolution du nombre d'habitants est connue à travers les recensements de la population effectués dans la commune depuis 1793. Pour les communes de moins de 10 000 habitants, une enquête de recensement portant sur toute la population est réalisée tous les cinq ans, les populations de référence des années intermédiaires étant quant à elles estimées par interpolation ou extrapolation. Pour la commune, le premier recensement exhaustif entrant dans le cadre du nouveau dispositif a été réalisé en 2005.

En 2022, la commune comptait 1 428 habitants, en évolution de −1,11 % par rapport à 2016 (Jura : −0,81 %, France hors Mayotte : +2,11 %).
| 1793  | 1800  | 1806  | 1821  | 1831  | 1836  | 1841  | 1846  | 1851  |
| ----- | ----- | ----- | ----- | ----- | ----- | ----- | ----- | ----- |
| 1 121 | 1 065 | 1 051 | 1 211 | 1 306 | 1 372 | 1 355 | 1 241 | 1 351 |

| 1856  | 1861  | 1866  | 1872  | 1876  | 1881 | 1886 | 1891 | 1896 |
| ----- | ----- | ----- | ----- | ----- | ---- | ---- | ---- | ---- |
| 1 355 | 1 201 | 1 139 | 1 036 | 1 059 | 991  | 961  | 914  | 976  |

| 1901 | 1906  | 1911 | 1921 | 1926 | 1931  | 1936  | 1946  | 1954  |
| ---- | ----- | ---- | ---- | ---- | ----- | ----- | ----- | ----- |
| 940  | 1 005 | 983  | 943  | 982  | 1 090 | 1 002 | 1 035 | 1 101 |

| 1962  | 1968  | 1975  | 1982  | 1990  | 1999  | 2005  | 2006  | 2010  |
| ----- | ----- | ----- | ----- | ----- | ----- | ----- | ----- | ----- |
| 1 324 | 1 380 | 1 379 | 1 432 | 1 361 | 1 472 | 1 503 | 1 512 | 1 424 |

| 2015  | 2020  | 2022  | - | - | - | - | - | - |
| ----- | ----- | ----- | - | - | - | - | - | - |
| 1 438 | 1 427 | 1 428 | - | - | - | - | - | - |

## Économie
À l'origine essentiellement agricole, artisanale et commerçante, la vie économique de Clairvaux comporte depuis le milieu du XXe siècle des activités industrielles (scierie, lunetterie, plasturgie...) et liées au tourisme (campings, activités nautiques, tourisme vert...).

### Le moulin Lépine

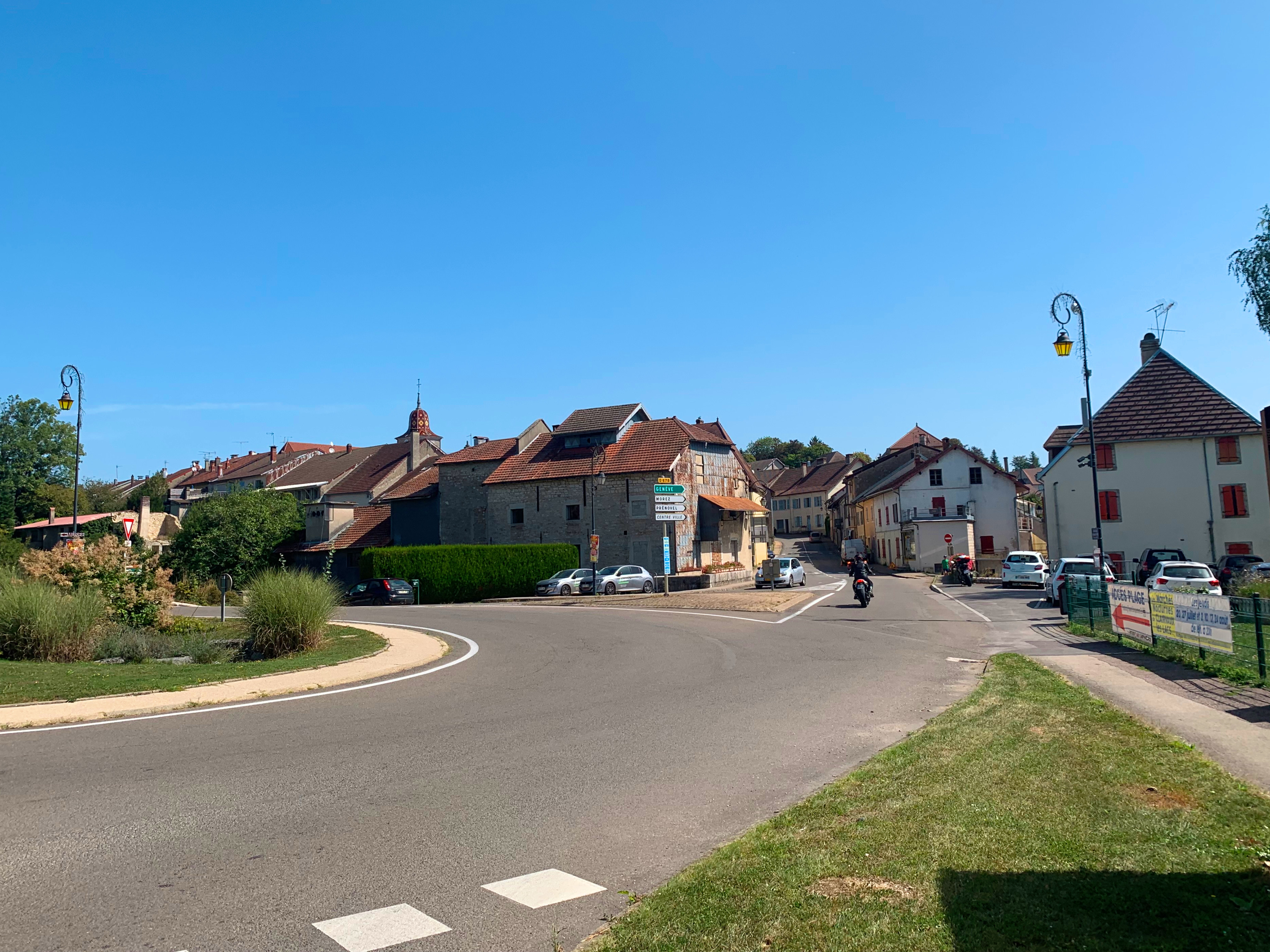
Le rond-point qui fait la jonction des routes D678 et D27 à l'entrée du centre de Clairvaux. Au centre de la photo, derrière les panneaux directionnels, il y a le moulin Lépine.

En bordure du rond-point qui fait la jonction des routes D678 et D27 à l'entrée du centre de Clairvaux, il y a le moulin Lépine, dit moulin d’Augeon, un des anciens moulins seigneuriaux de la commune installés sur la Raillette, la rivière qui sert de déversoir au grand lac. En 1878, en aval jusqu'à la confluence avec le Drouvenant, il y avait au moins cinq moulins à blé, à chanvre ou à écorce pour la fabrication du tanin, des clouteries et pour le fonctionnement des martinets, tel que la dernière usine la papet.
Le moulin Lépine a été la propriété des seigneurs de Clairvaux, puis durant cinq siècles de la famille de Bauffremont. Avant la Révolution, le seigneur Bauffremont vend sa propriété à l’industriel et maître de forges Noël-Nicolas Ménil Lemire. Compte tenu de problèmes administratifs et judiciaires, il n’en devient véritablement propriétaire qu’en 1808. Il entreprend la reconstruction du moulin vers 1843-1845. Chaque année, on y moud près de « 100 000 double décalitres de grains », ce qui correspond. à 350 kg de farine par heure soit environ 110 tonnes par an.
En 1854, le moulin est intégré dans la société des Hauts Fourneaux, Fonderies et Forges de Franche-Comté. Vers 1899, avec l’arrêt de cette société, le moulin est vendu puis modernisé et transformé en minoterie par Jules Chauvin, une turbine remplaçant les roues hydrauliques. Le moulin devient également le fournisseur d’électricité du premier éclairage public de Clairvaux et ce jusqu’en 1930. Les appareils à cylindres sont également mus par le courant électrique produit par une turbine dans une ancienne huilerie située à 330 mètres en aval sur la Raillette.
En 1920, la minoterie est acquise par Monsieur Lépine, dont les fils assurent le fonctionnement jusqu’en 1986. En 1940, elle compte cinq personnes. À partir de 1948, la minoterie se diversifie en traitant également des céréales secondaires pour le bétail. En 1965, cette fabrication est transférée dans une usine d’aliments pour bétail construite à proximité à cet effet et vendue en 1992 à la société Philicot Franche-Comté. Lépine à Clairvaux-les-Lacs en devient le site de production. En 1972, des bureaux sont construits à l’emplacement du local de l’ancienne machine à vapeur. Le matériel est modernisé en 1974 puis, après la fermeture, est vendu à la mairie qui ne poursuit pas la production d'électricité avec la turbine.

## Culture locale et patrimoine

### Lieux et monuments
Patrimoine architectural
- Église Saint-Nithier (XIIe à XVIIIe s) ;

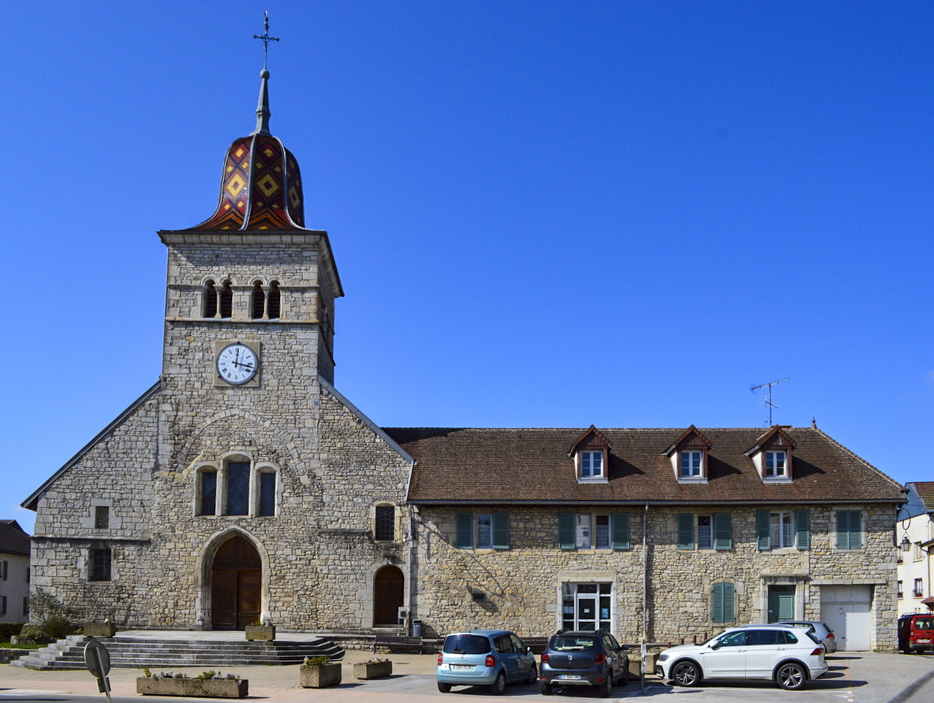
L’église Saint-Nithier.

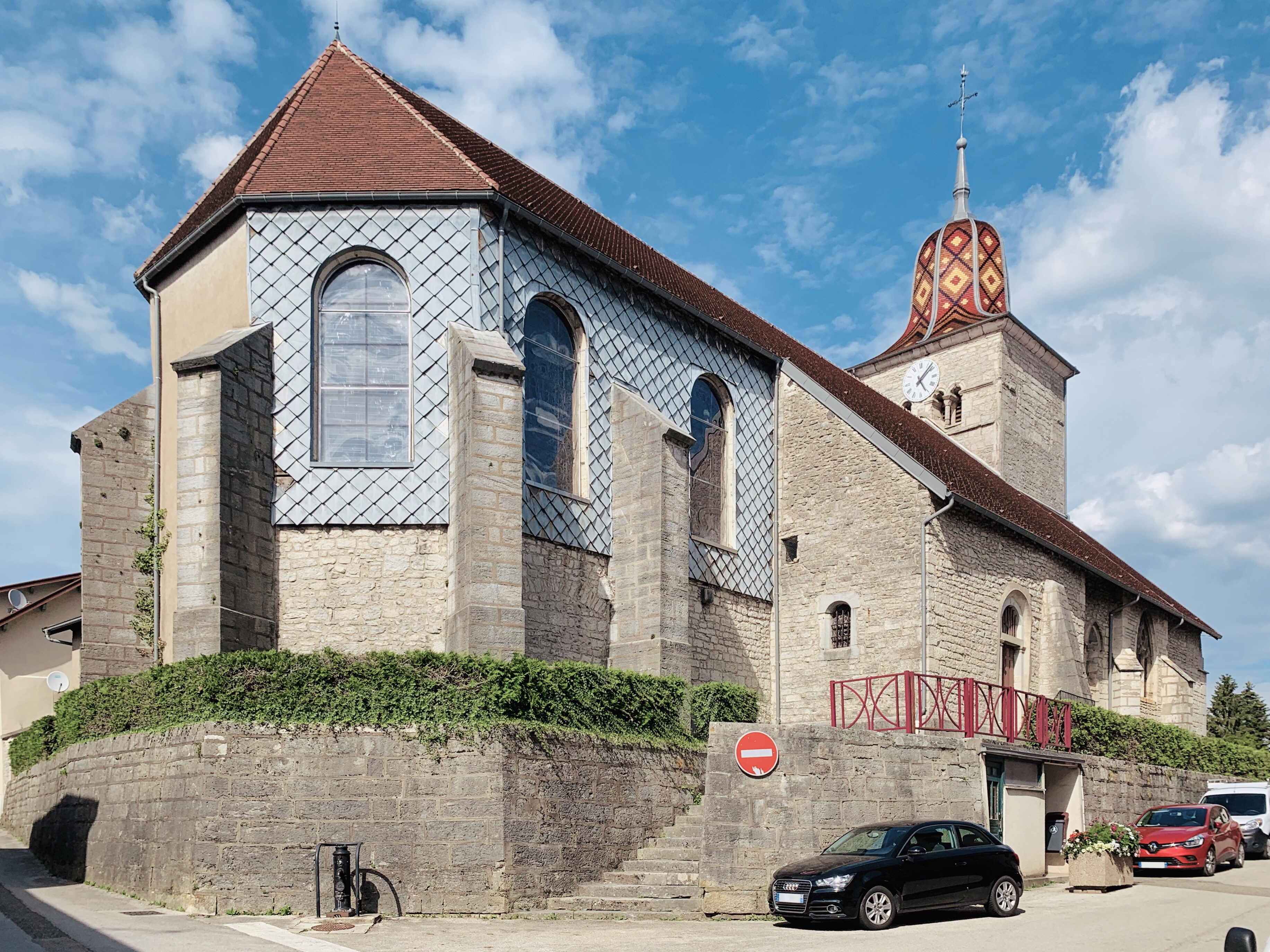
Le chevet de l’église Saint-Nithier.

- Chapelle castrale Notre-Dame de l'Isle (XVe s) ;
- Chapelle Saint-Roch (XVe s), sise au cimetière ;
- Tour de l'ancien château (XIIIe-XVe-XVIIe s), inscrite au titre des Monuments historiques depuis 1932[45].
- Ancienne papeterie (XVIIIe-XIXe s), puis tournerie (XIXe-XXe s), sise au lieu-dit « la Vieille Foule », inscrite à l'IGPC depuis 1995[46] ;
- Ruines des forges (XVIIIe-XIXe s), sise au lieu-dit « la Forge », inscrite à l'IGPC depuis 1995[47] ;
- Moulins (XIXe-XXe s), sis Grande Rue et au lieu-dit « sous le Château », inscrits à l'IGPC depuis 1995[48],[49]. Le premier abrite aujourd'hui une minoterie, et le second, une lunetterie ;
- Fontaine de l'église (XIXe s) ;
- Ancienne diamanterie (XXe s), puis boissellerie et usine de contre-plaqué, sise route de Lons-le-Saunier, inscrite à l'IGPC depuis 1995[50].

Patrimoine naturel
- Lacs de Clairvaux, dont le Grand Lac et ses sites palafittiques (n°III et IV), sont classés MH depuis 1979, pour une partie, et depuis 1980, pour une autre partie[51], ainsi qu'au patrimoine mondial de l'Unesco depuis 2011[52];
- Promenade du Parterre ;
- Gorges du Drouvenant ;
- Grotte de la Grande Cave.

Musée

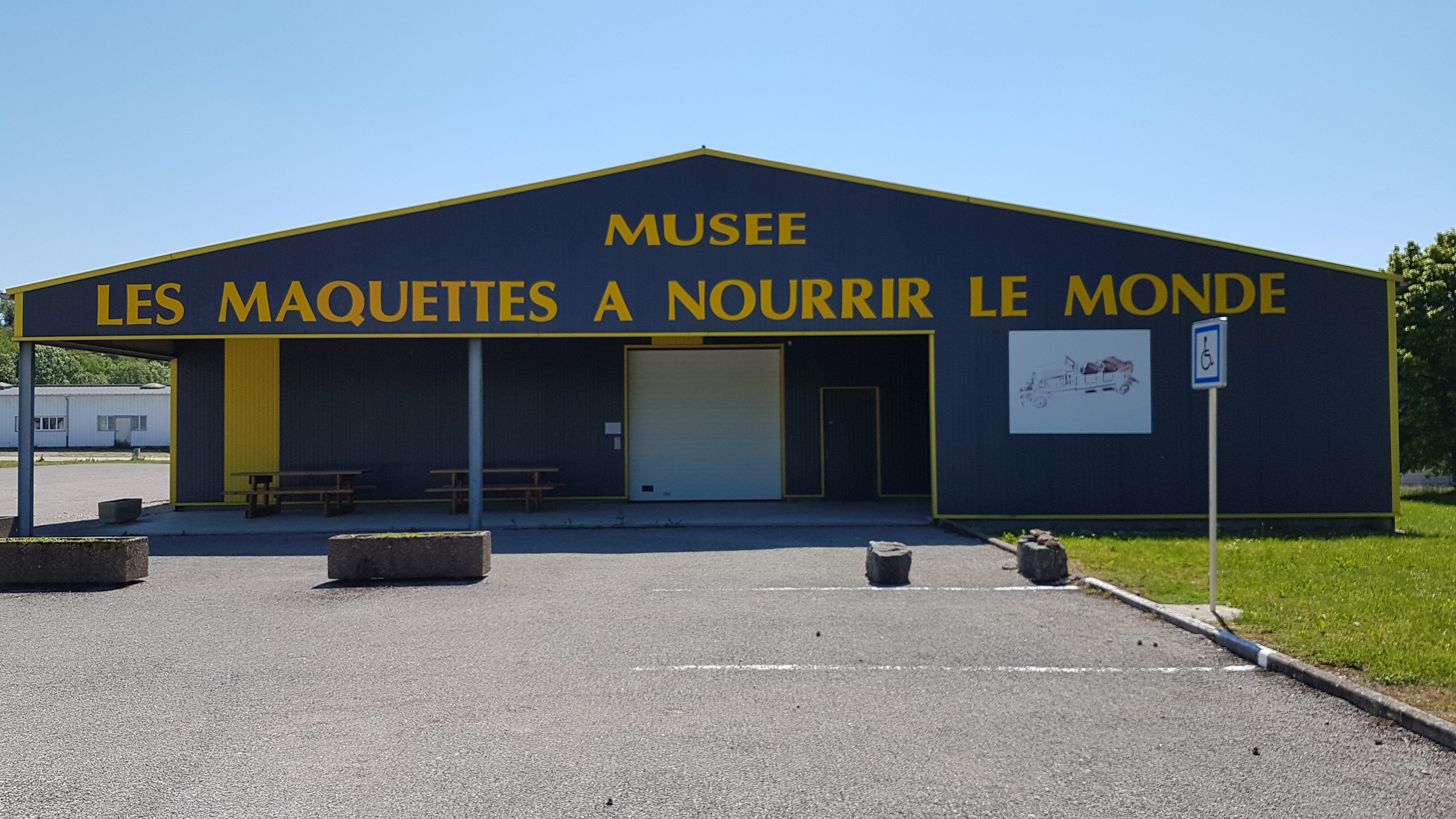
Musée des maquettes à nourrir et courir le monde.

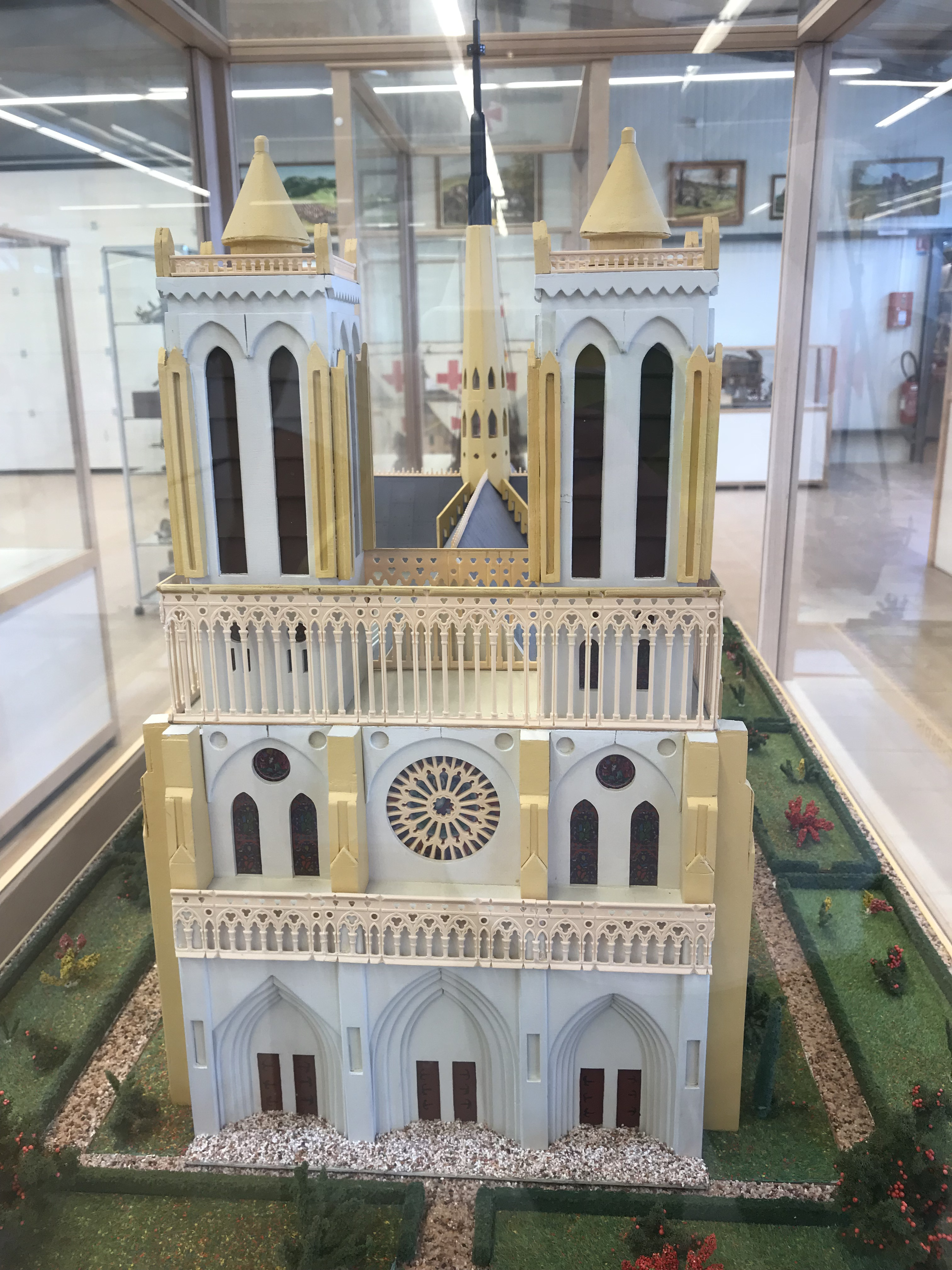
La cathédrale Notre-Dame de Paris
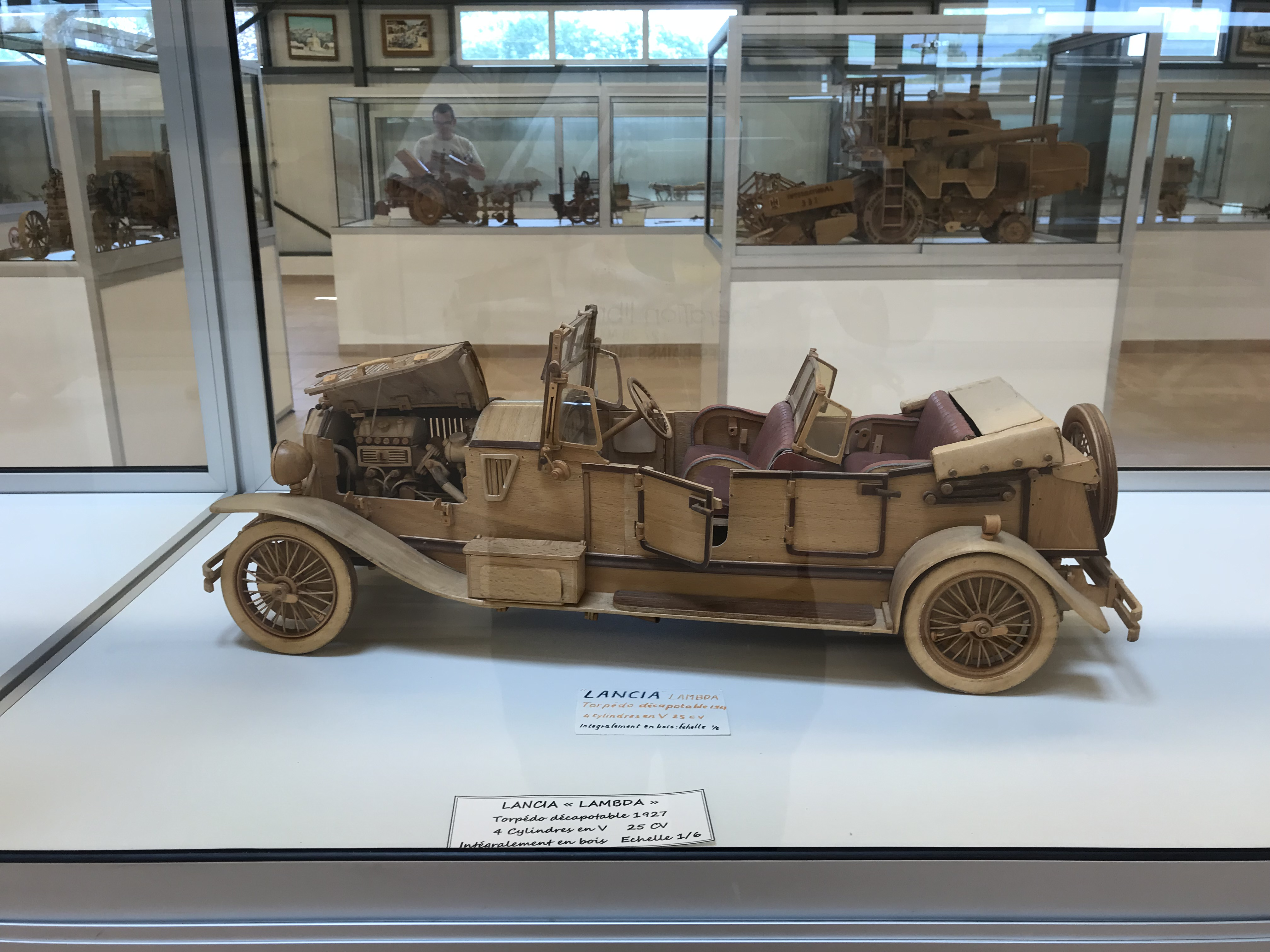
Lancia Lambda Torpédo décapotable.
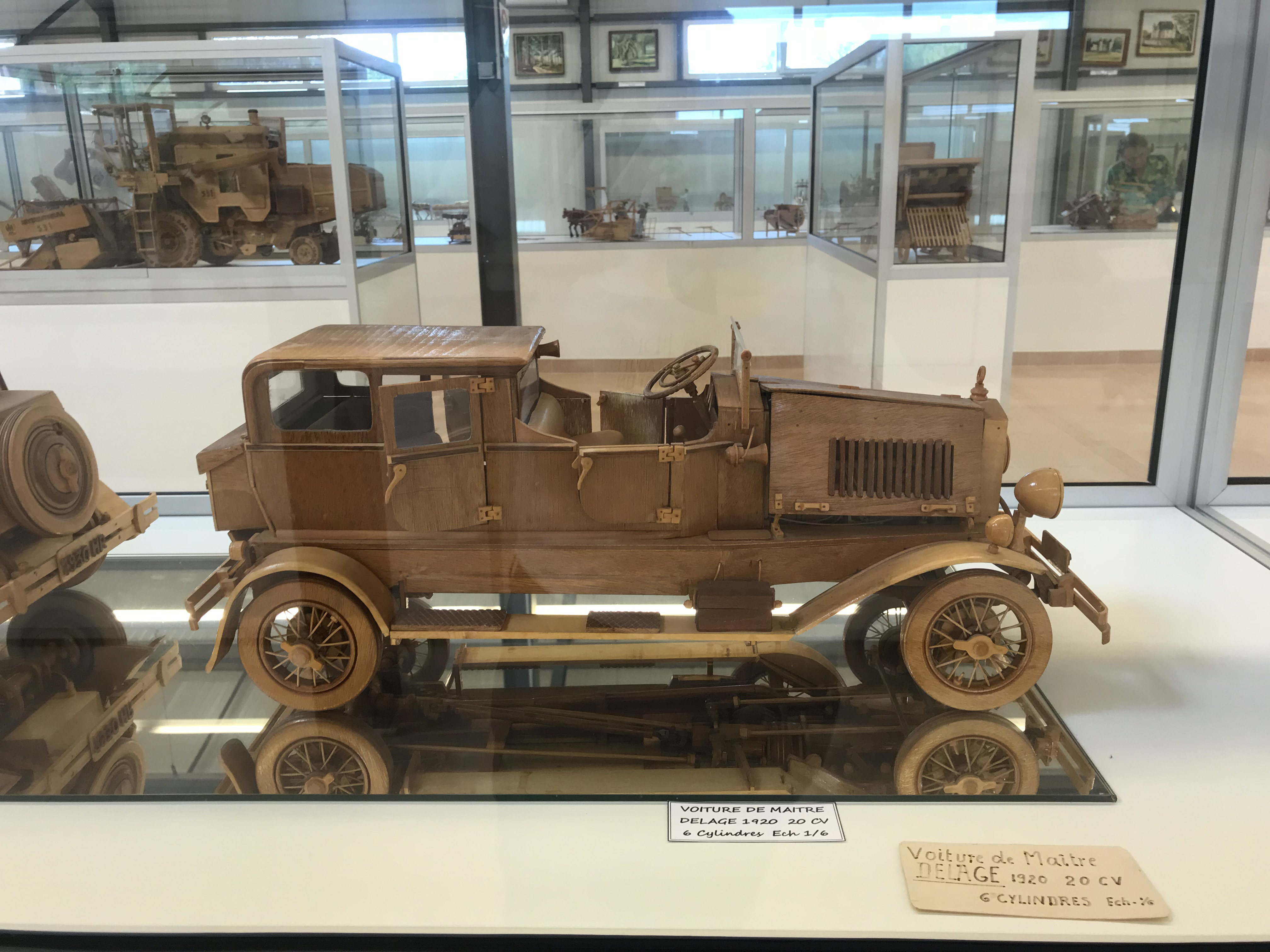
Voiture de maître, Delage 6 cylindres 20 cv de 1920.
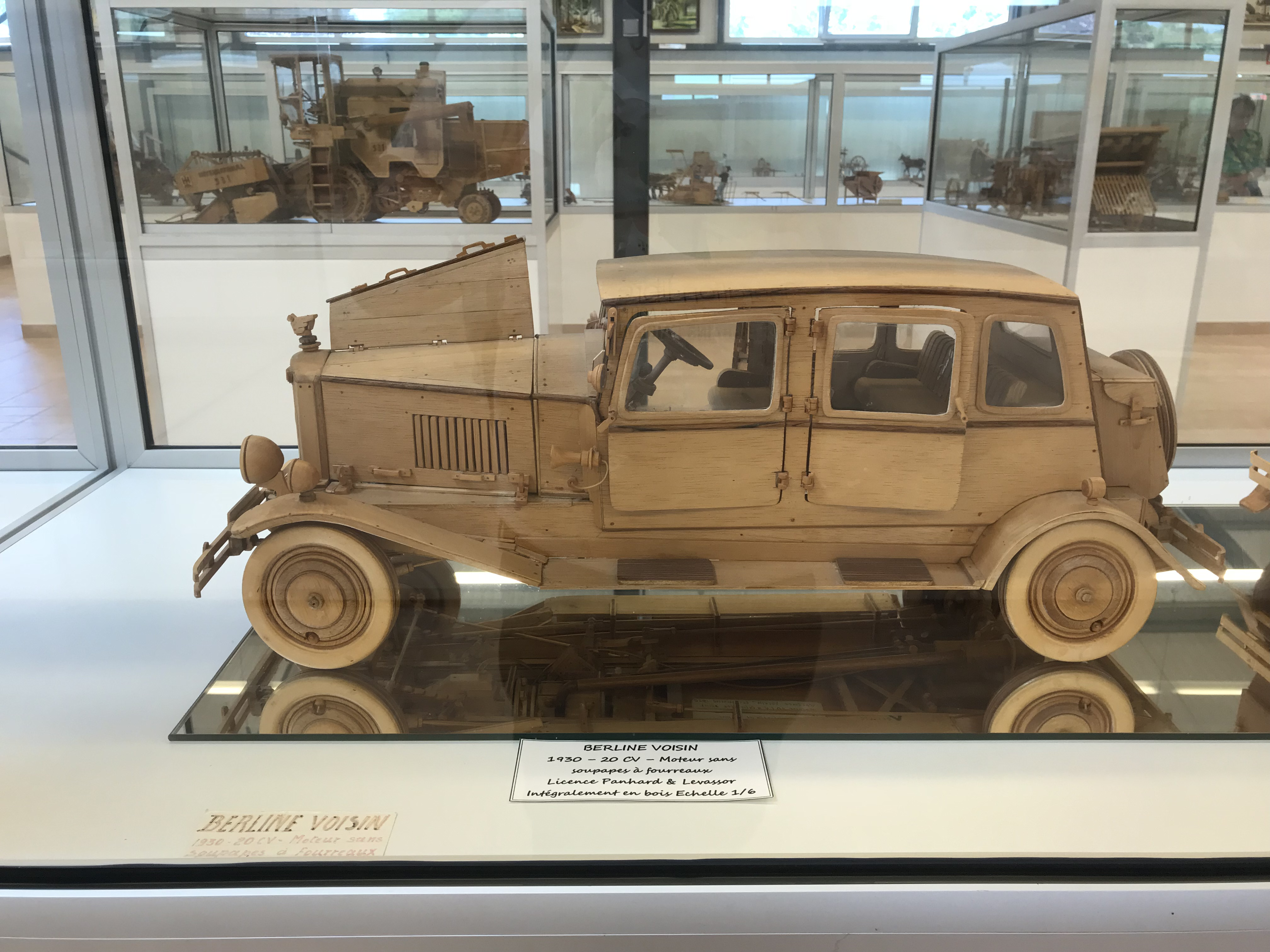
Berline Voisin de 1930 avec moteur sans soupapes à fourreaux de 20 cv - licence Panhard et Levassor.
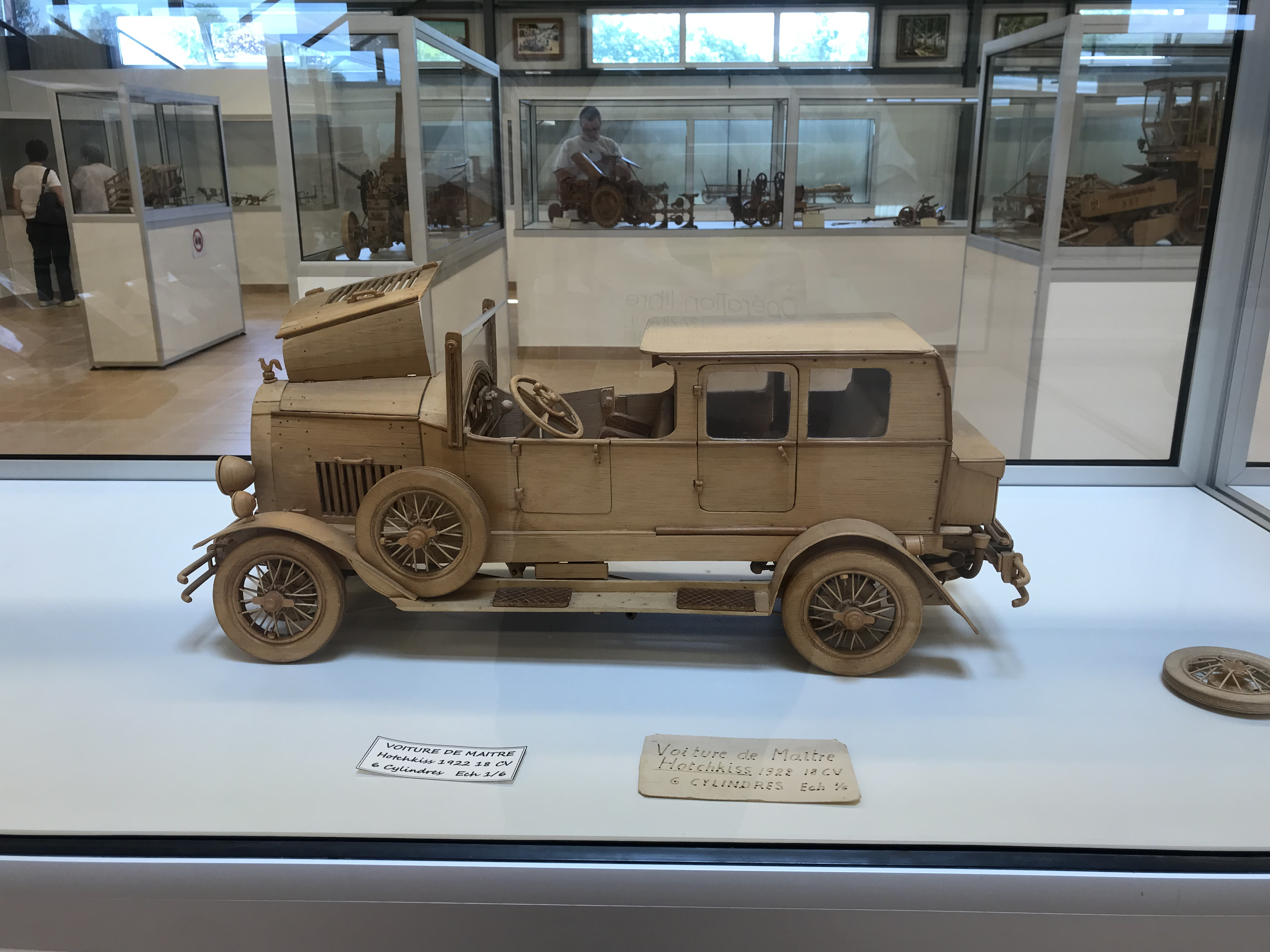
Voiture de maître Hotchkiss 6 cylindres 18 cv de 1922
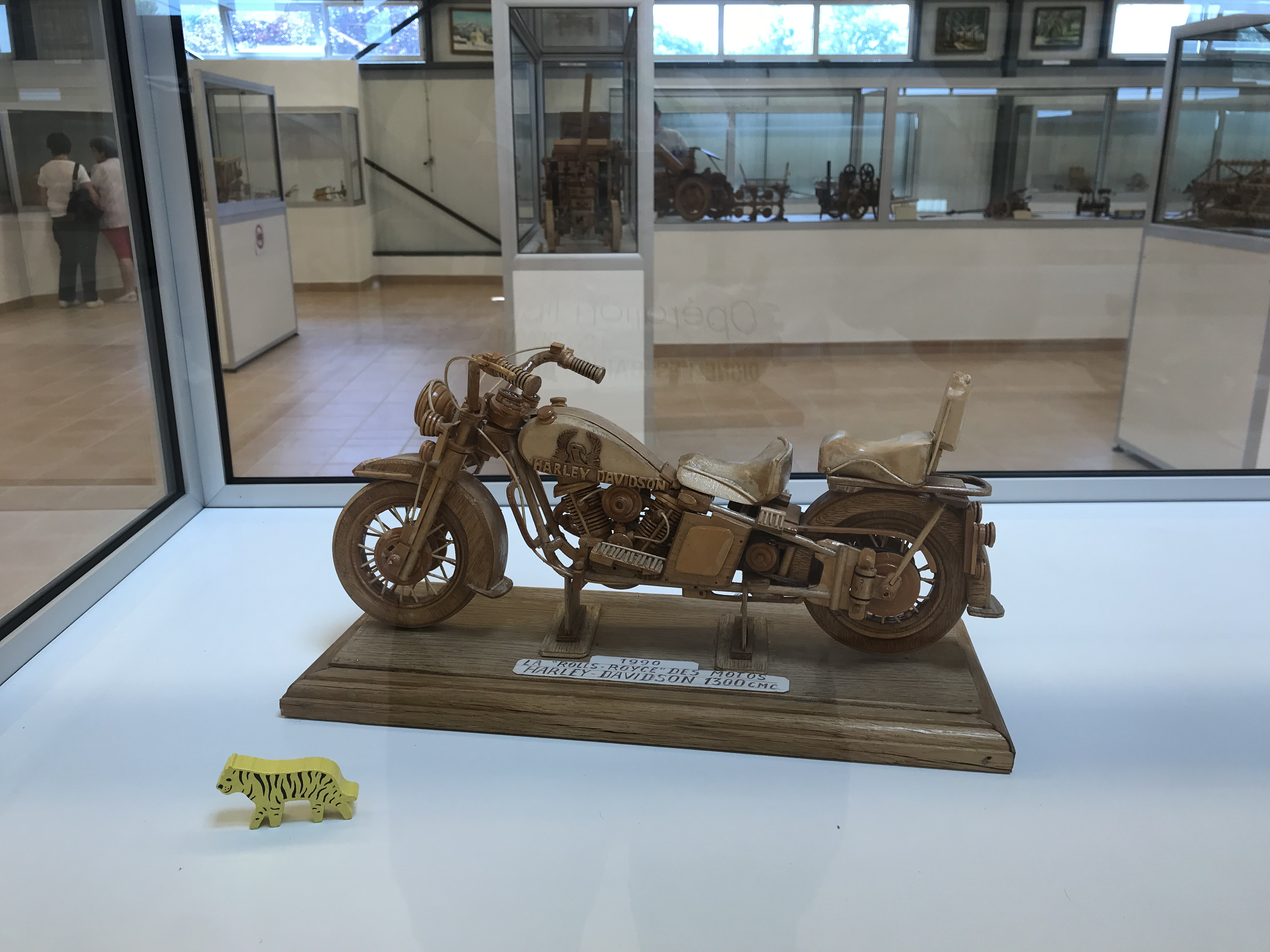
Harley-Davidson 1300 cm3
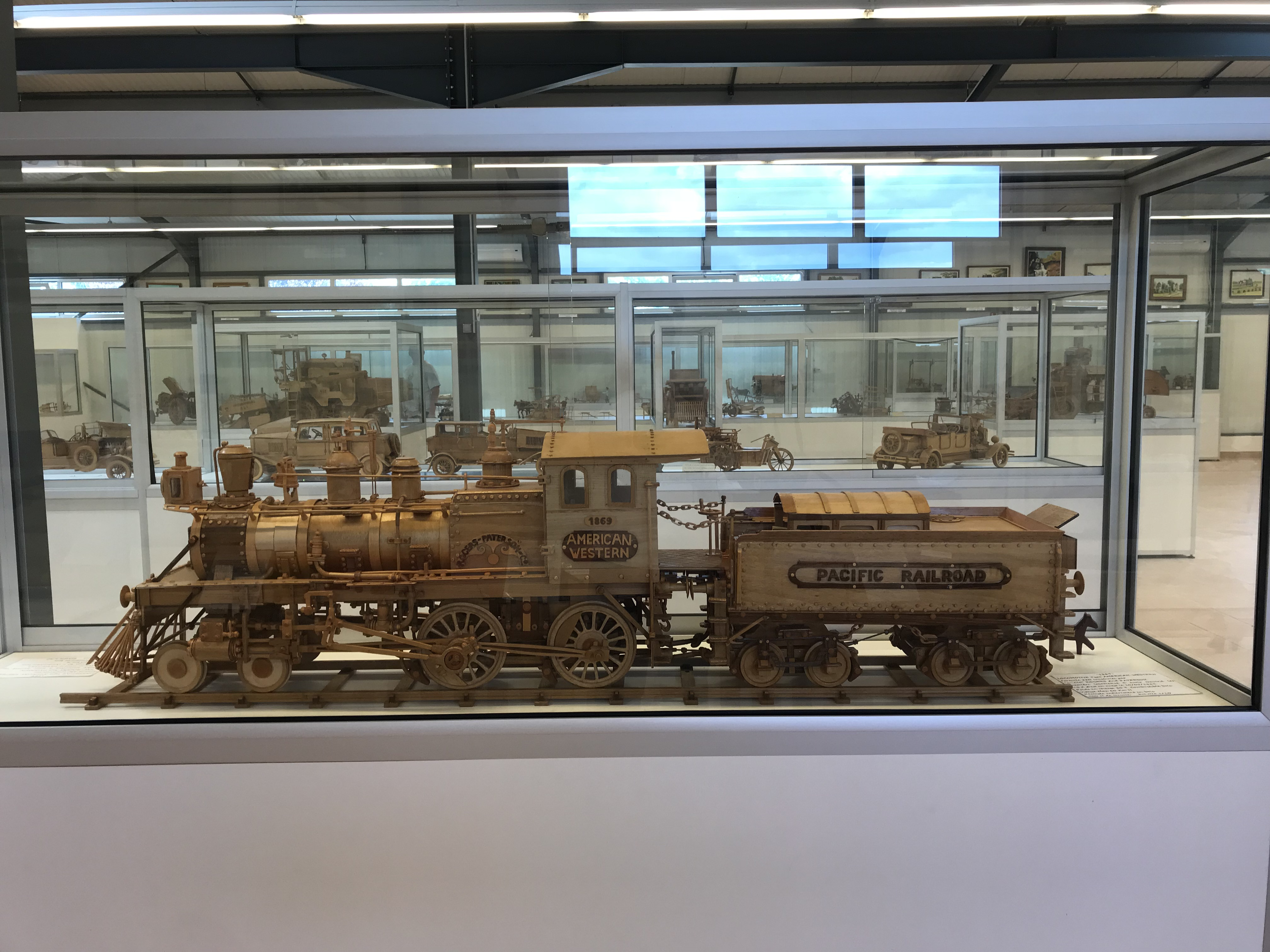
Locomotive à vapeur de 1869 « American Western » de la Pacific Railroad
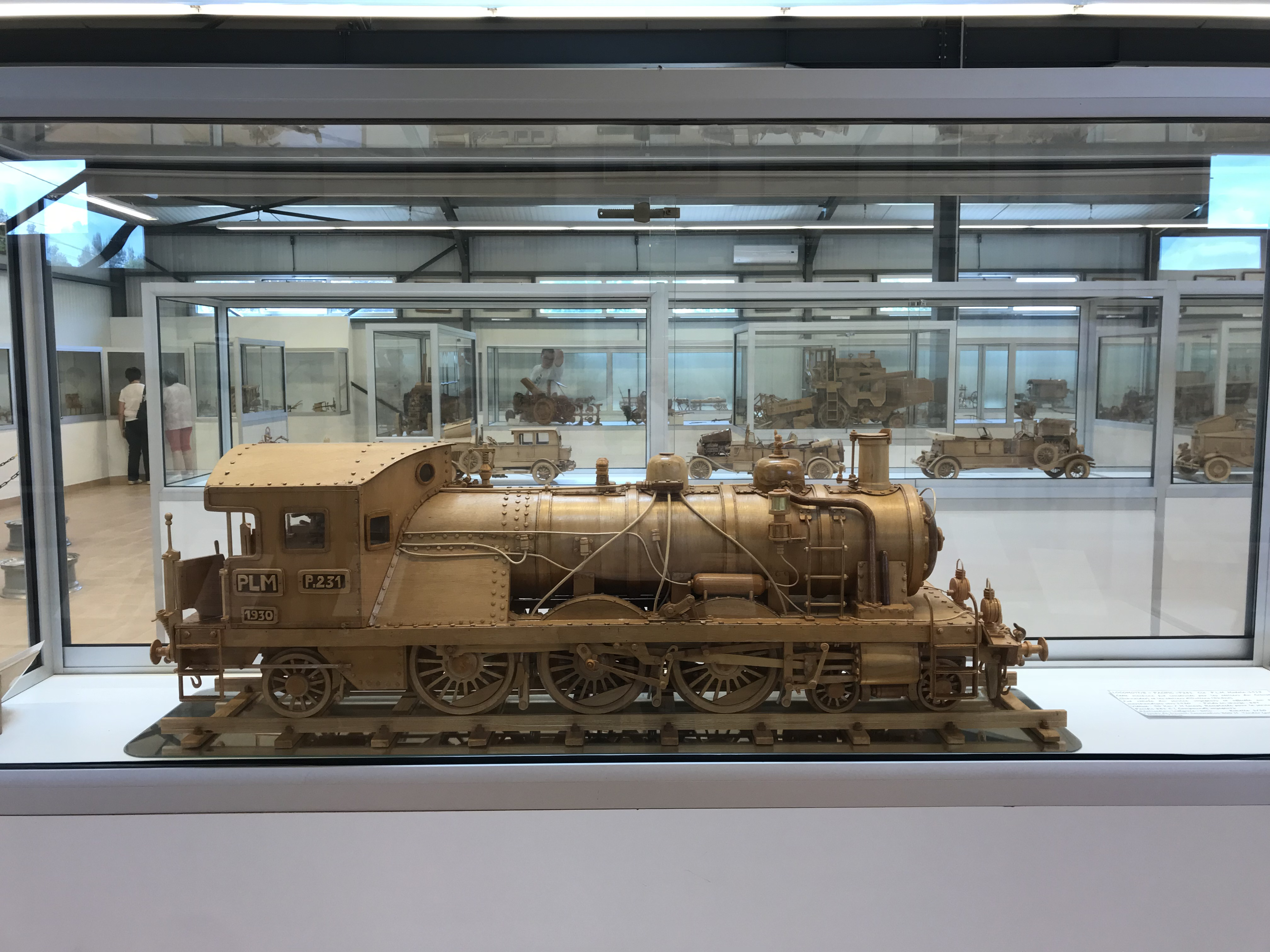
Locomotive à vapeur PLM P.231 de 1930
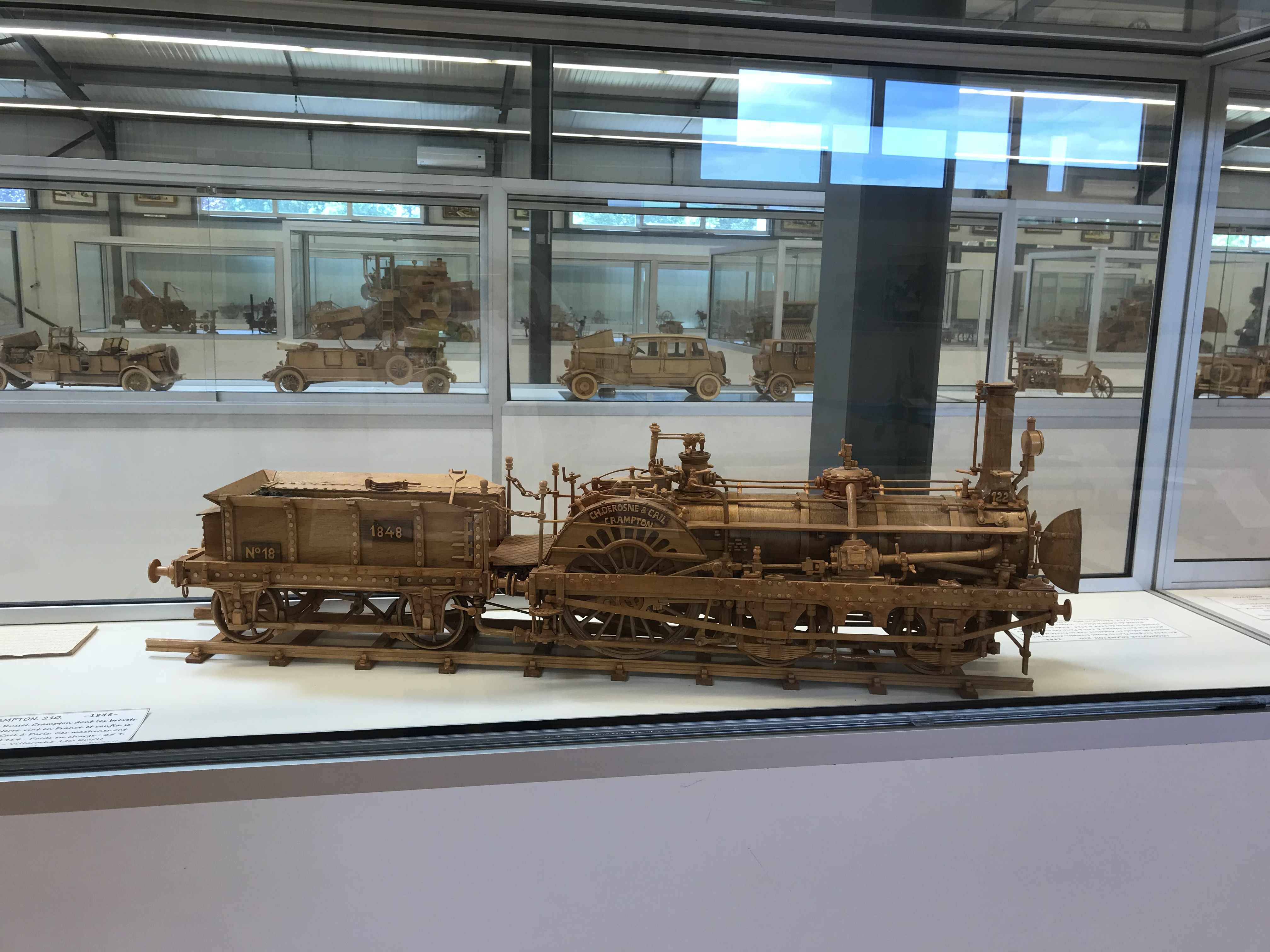
Locomotive à vapeur Ch.Derosne & Cail-Crampton de 1848
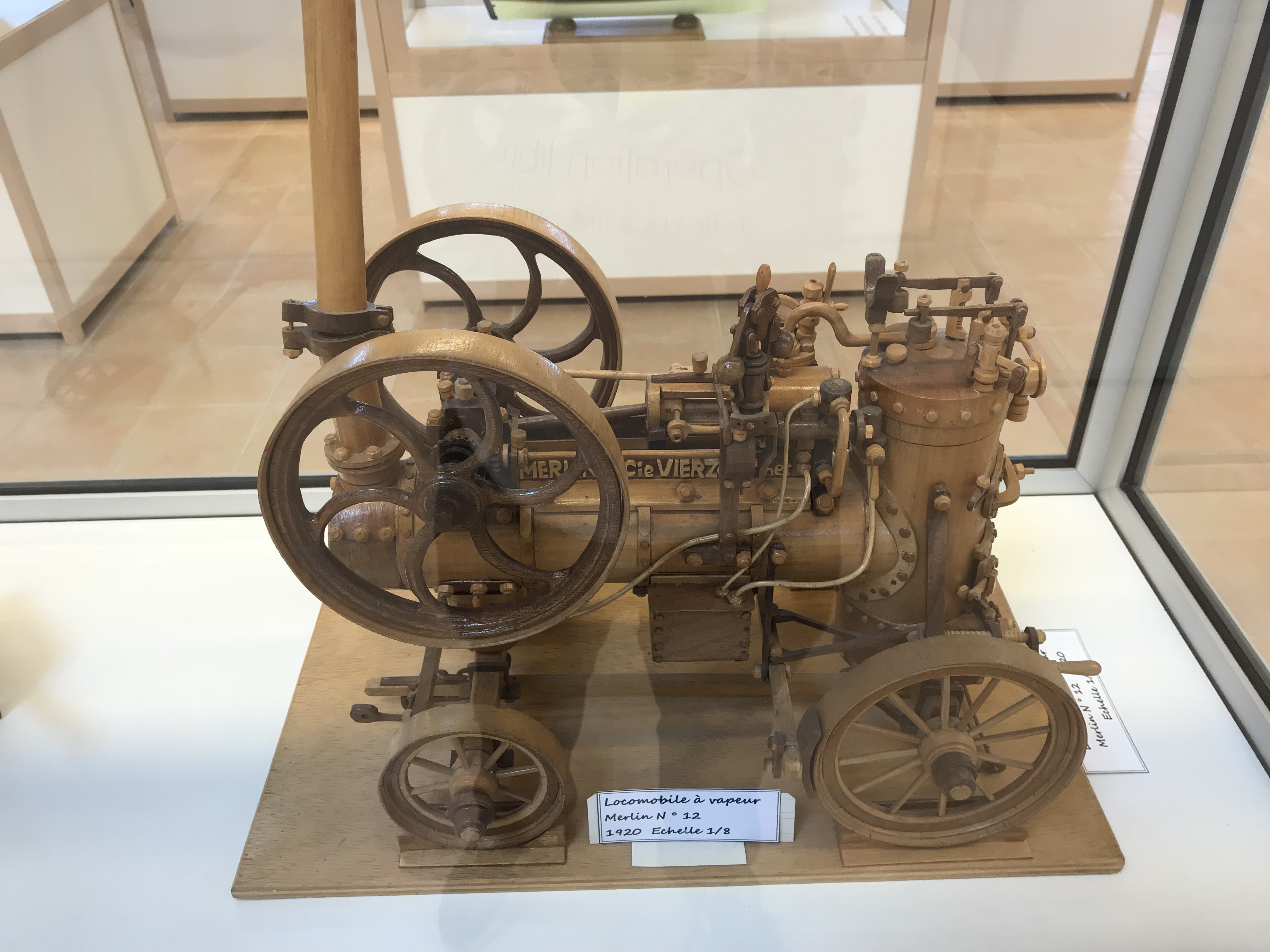
Locomotive à vapeur Merlin n°12
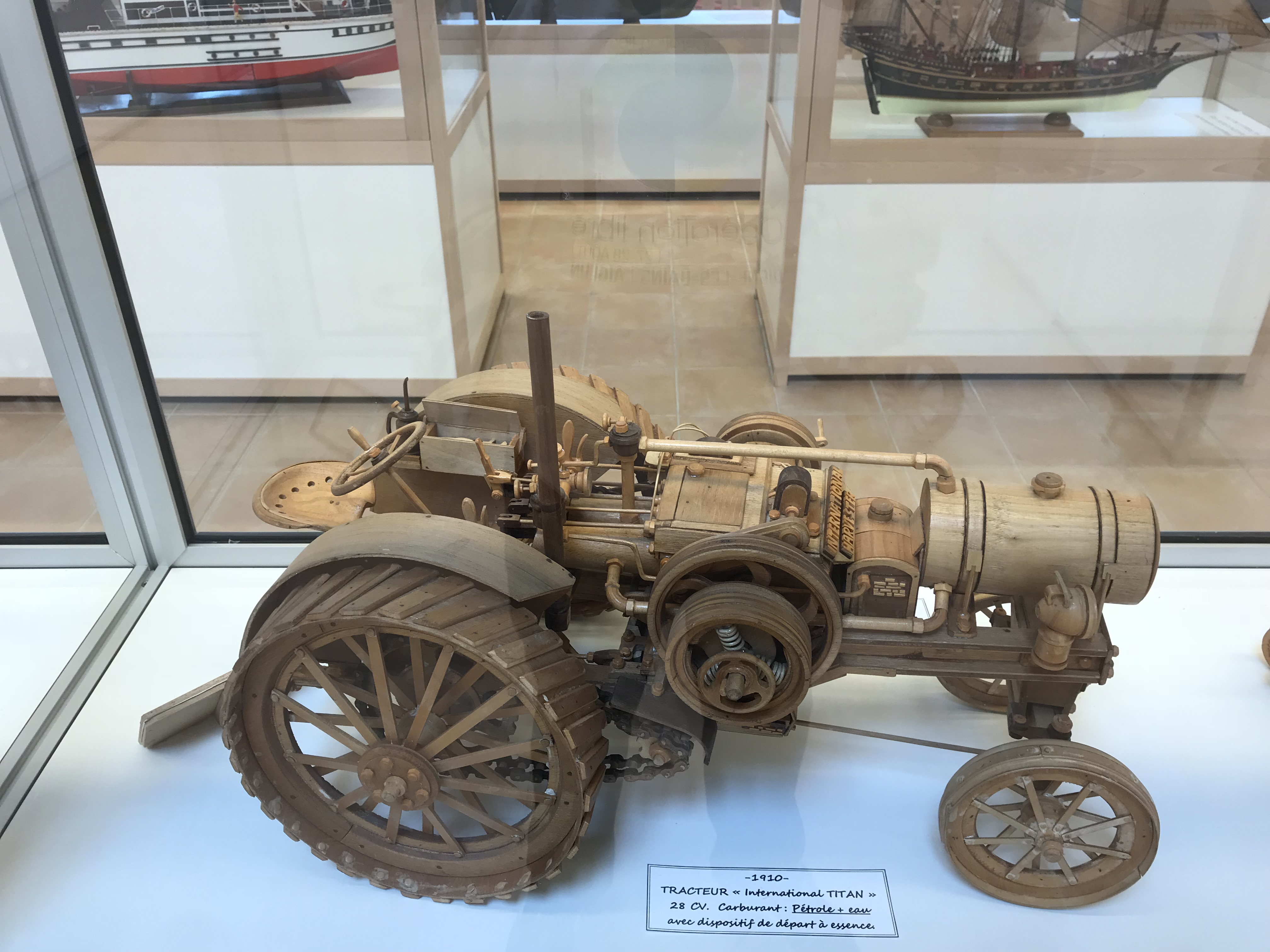
Tracteur International Harvester « International Titan » de 28 cv avec un moteur fonctionnant avec un mélange de pétrole et d'eau, et un dispositif de départ à essence
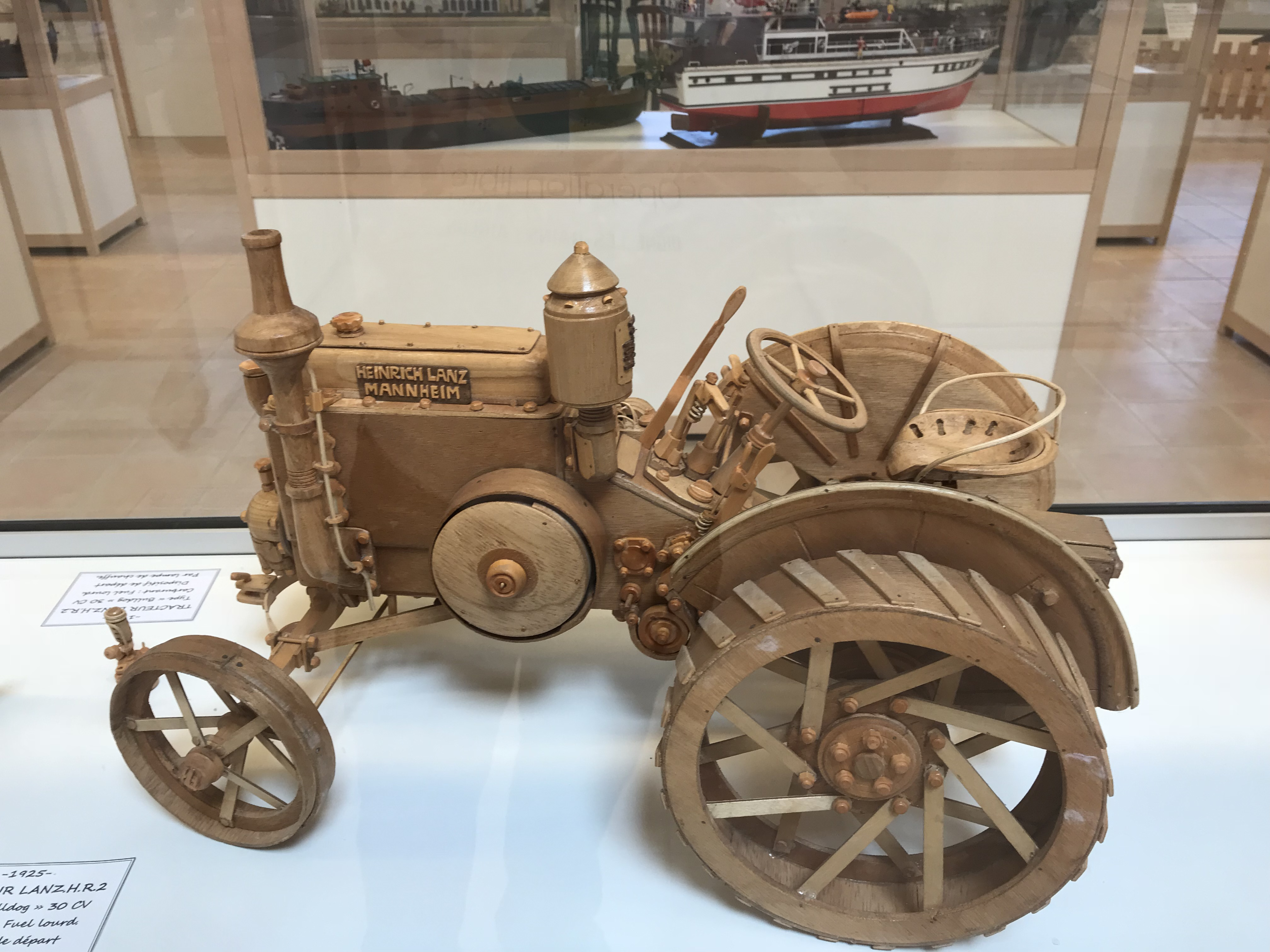
Tracteur Heinrich Lanz H.R.2 (Mannheim) de 1925
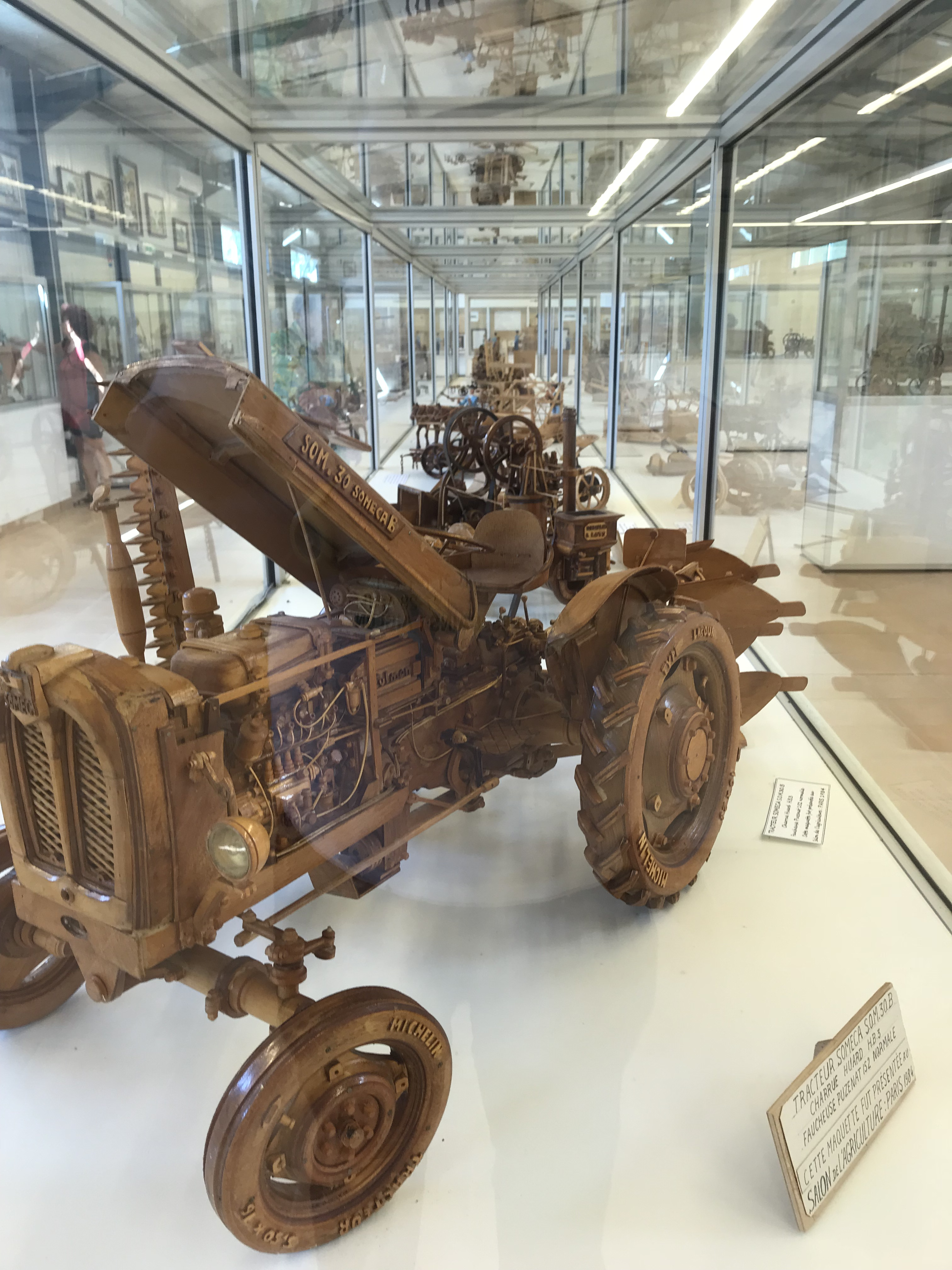
Someca S.O.M.30B, charrue Huard HB3 et faucheuse Puzenat IS2 Normale.
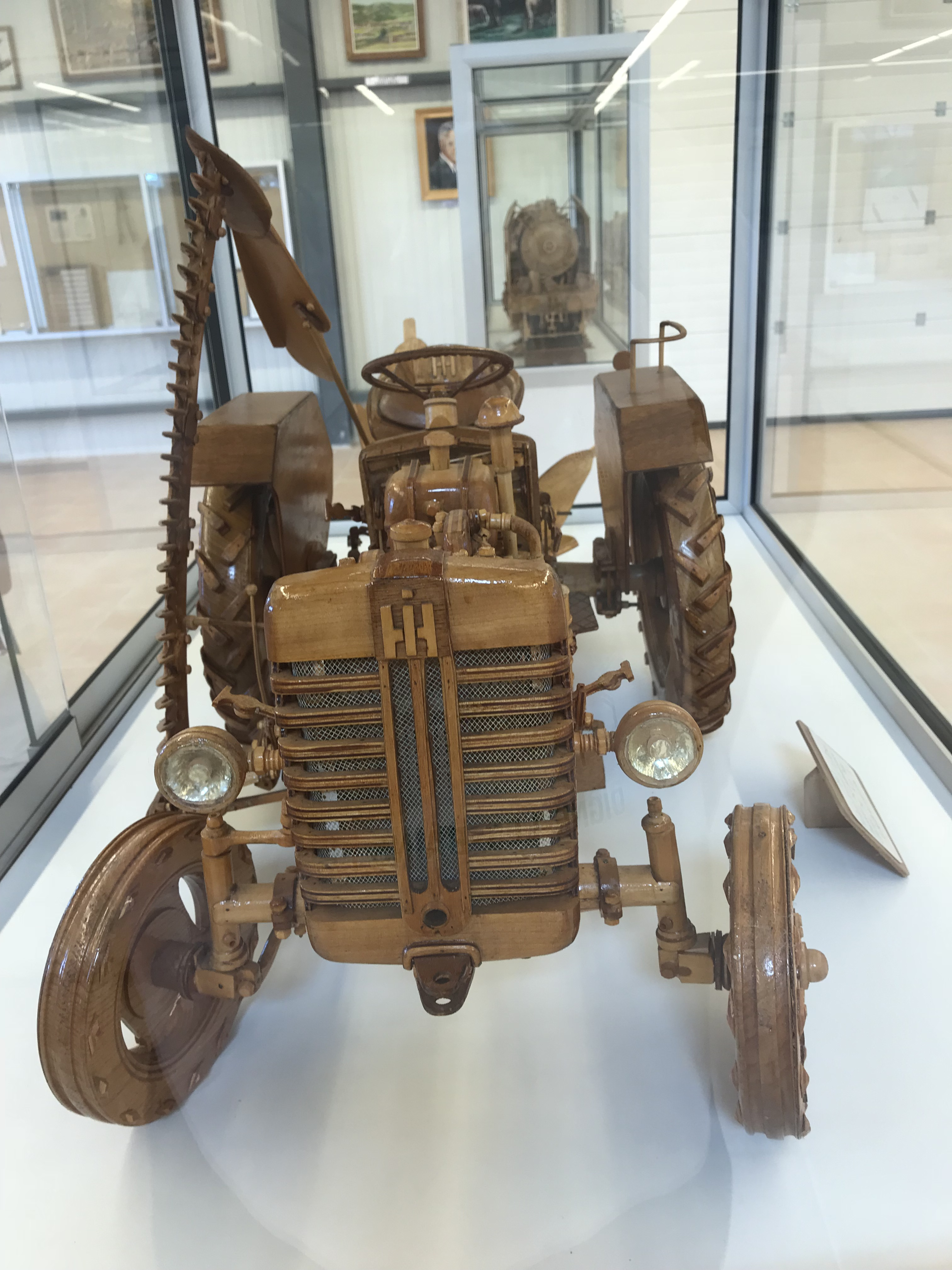
Tracteur International Harvester.
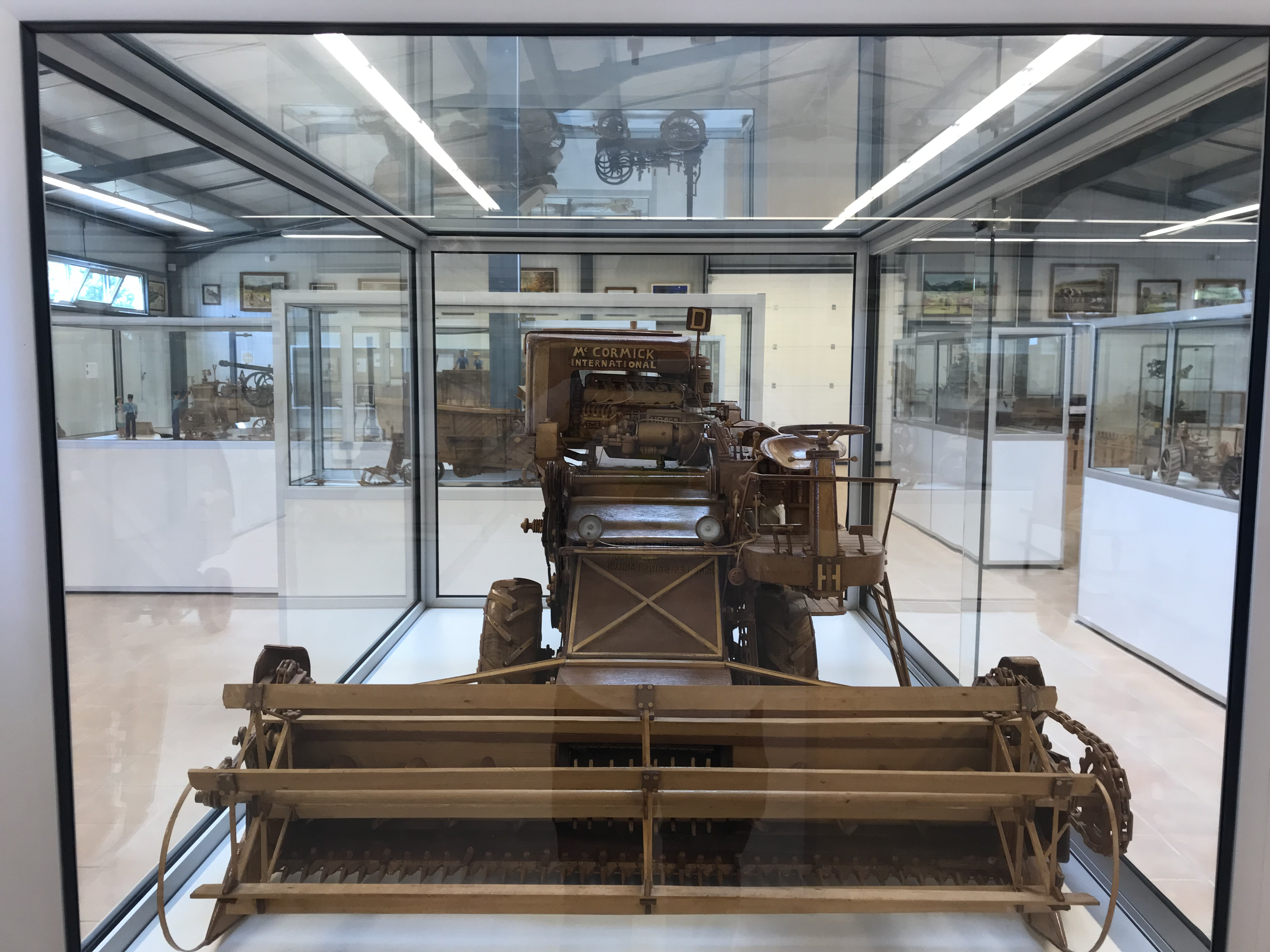
Moissonneuse-Batteuse McCormick International
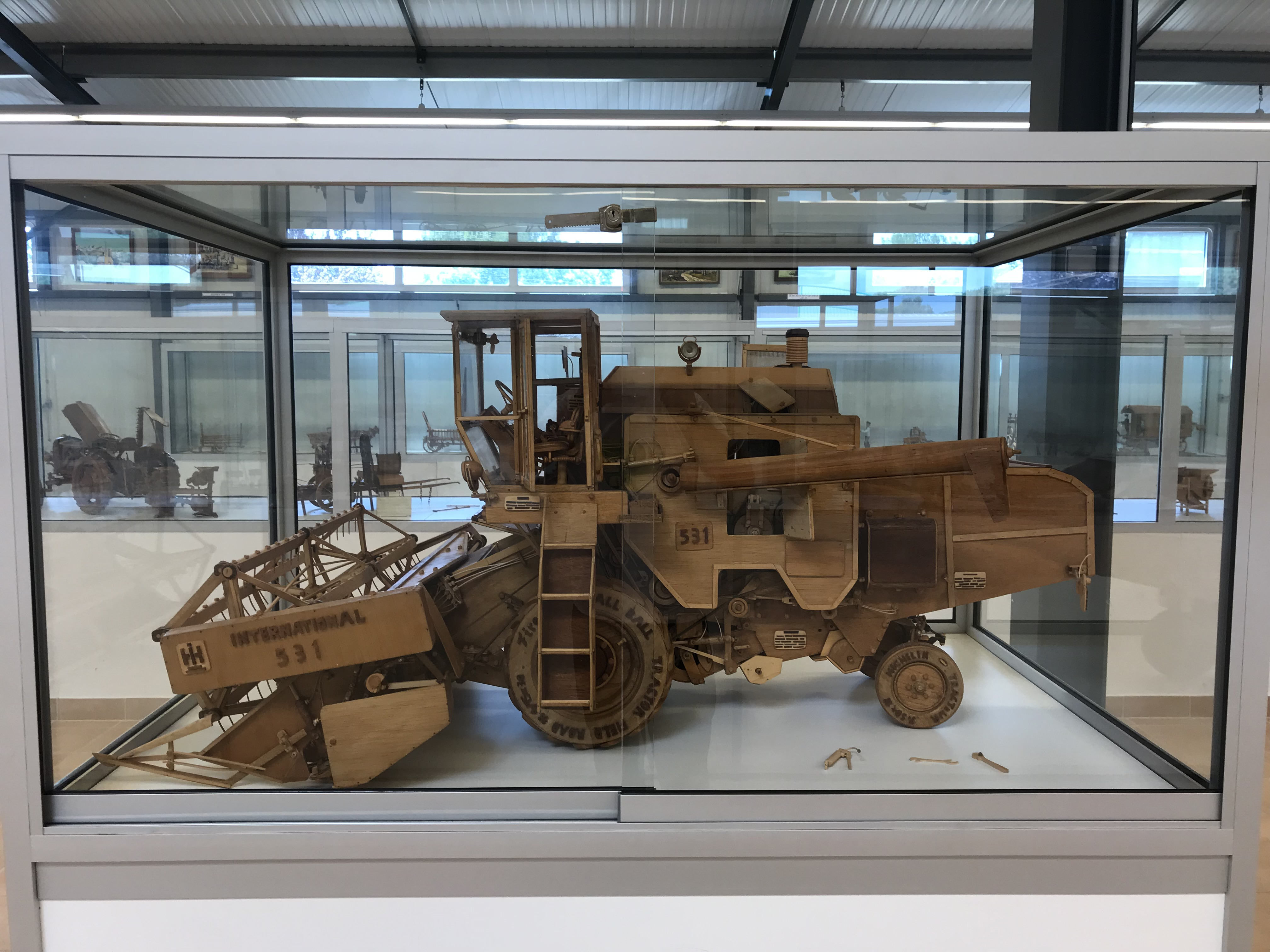
Moissonneuse-Batteuse International Harvester 531
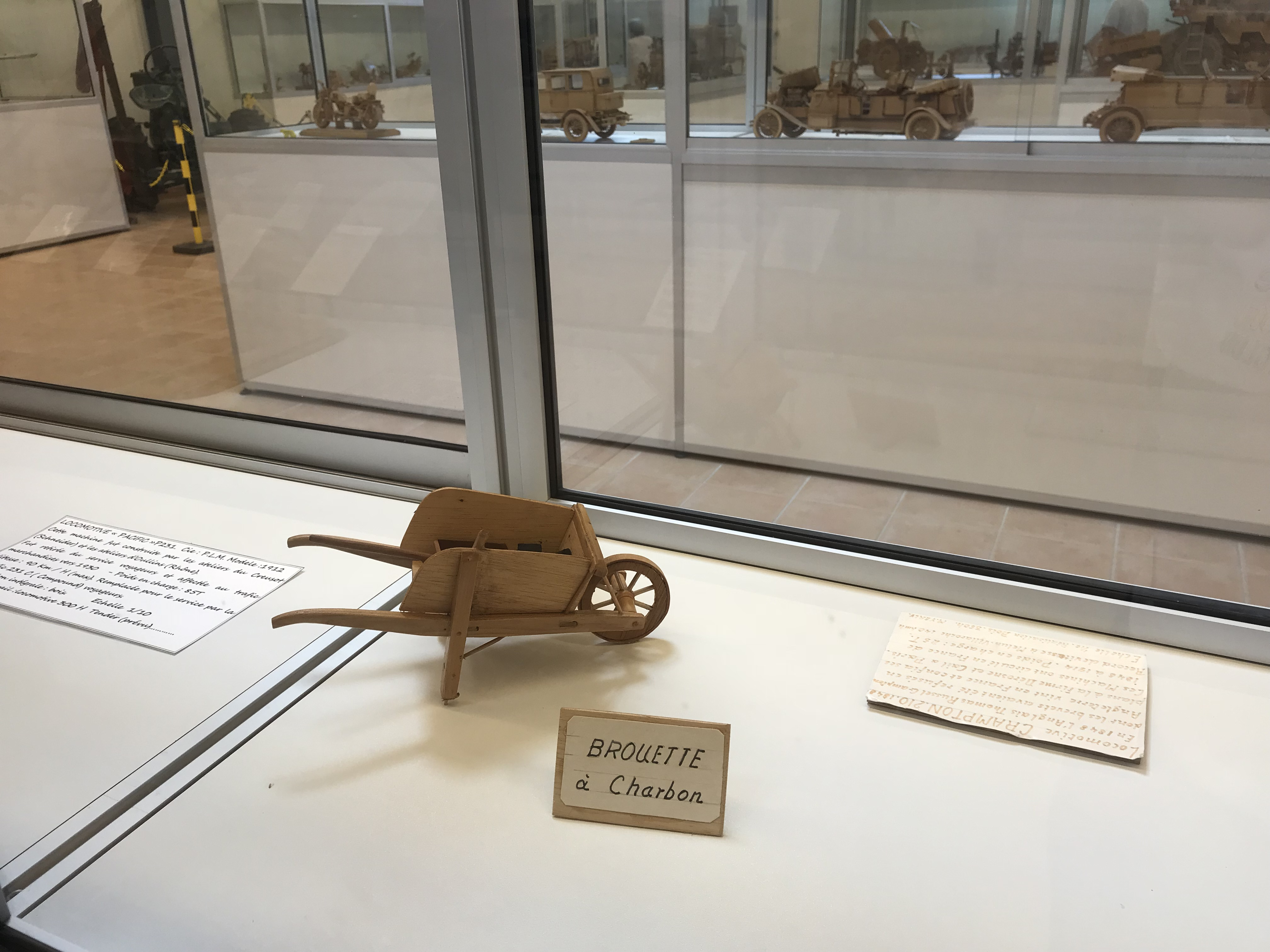
Brouette à charbon
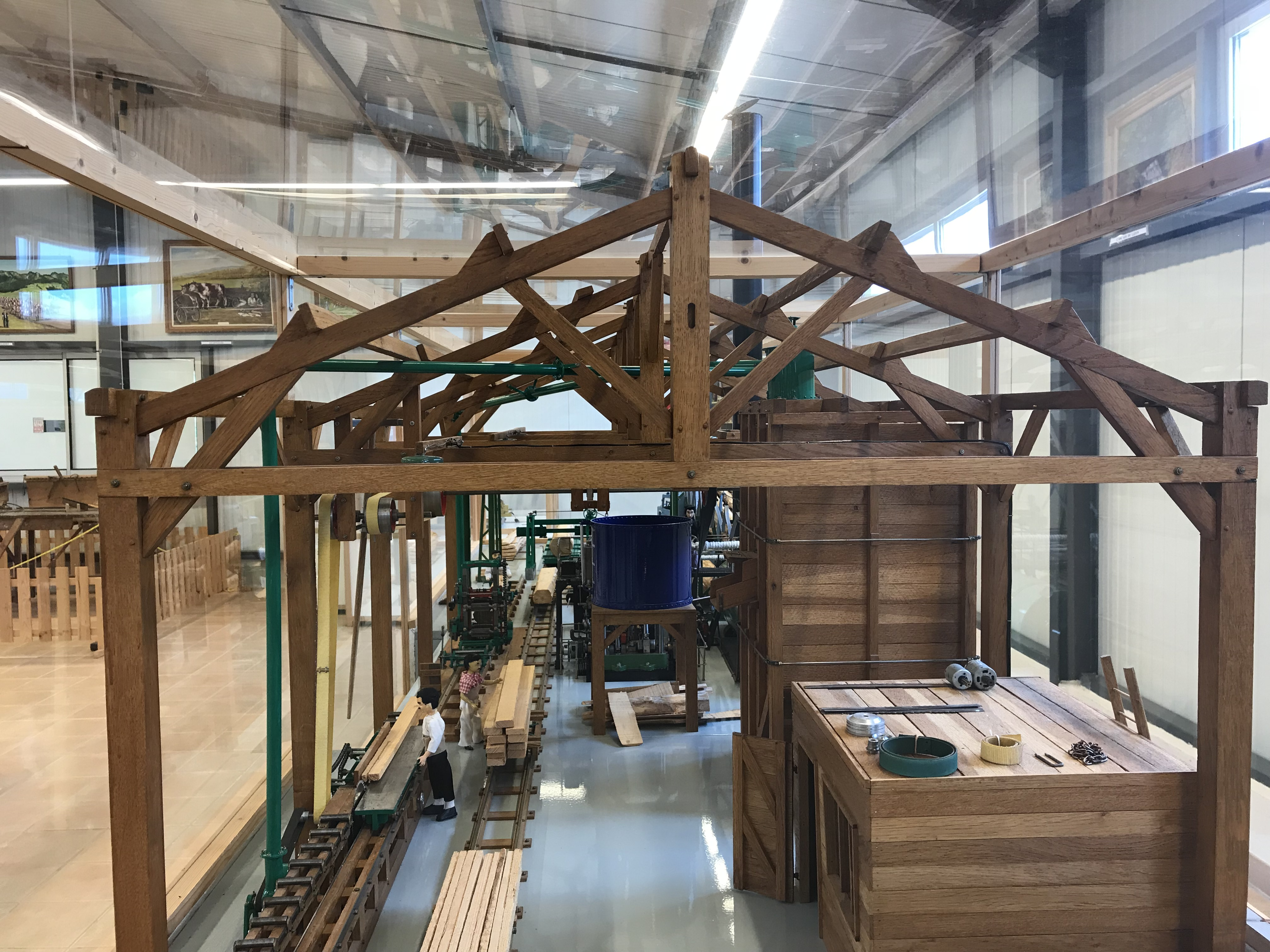
Musée des maquettes à nourrir et courir le monde, qui expose sur 1000 m² une centaine de maquettes minutieuses réalisées par le clairvalien Marcel Yerly au cours de 45 ans de vie. Cette collection comporte notamment des machines agricoles, des voitures, des locomotives, des bateaux, des motos et des avions. Chaque maquette, d'un longueur de cinq centimètres à trois mètres, a été fabriquée en bois sur un établi rudimentaire. Parmi la flotte de bateaux, il y a ceux de l'expédition de Christophe Colomb et la mythique Hermione. Il y a également une maquette fonctionnelle d'une scierie à vapeur. En plus d'un film de 15 minutes qui présente l'artiste local et ses créations, sont également exposés plus de cent tableaux peints par Marcel Yerly[53].
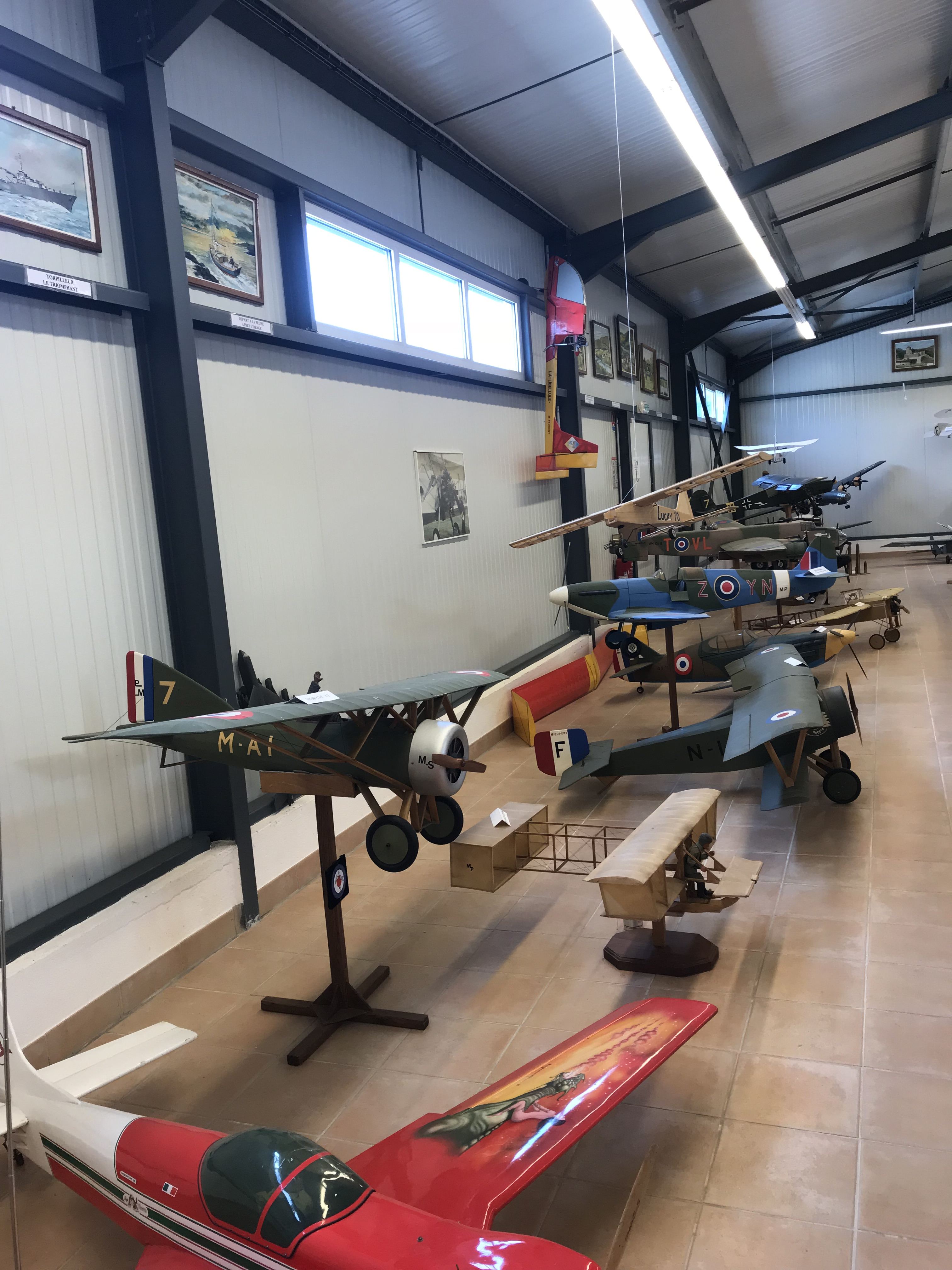
Maquettes d'avions avec notamment un Morane-Saulnier AI de l'armée de l'air française, et un Spitfire de la RAF.
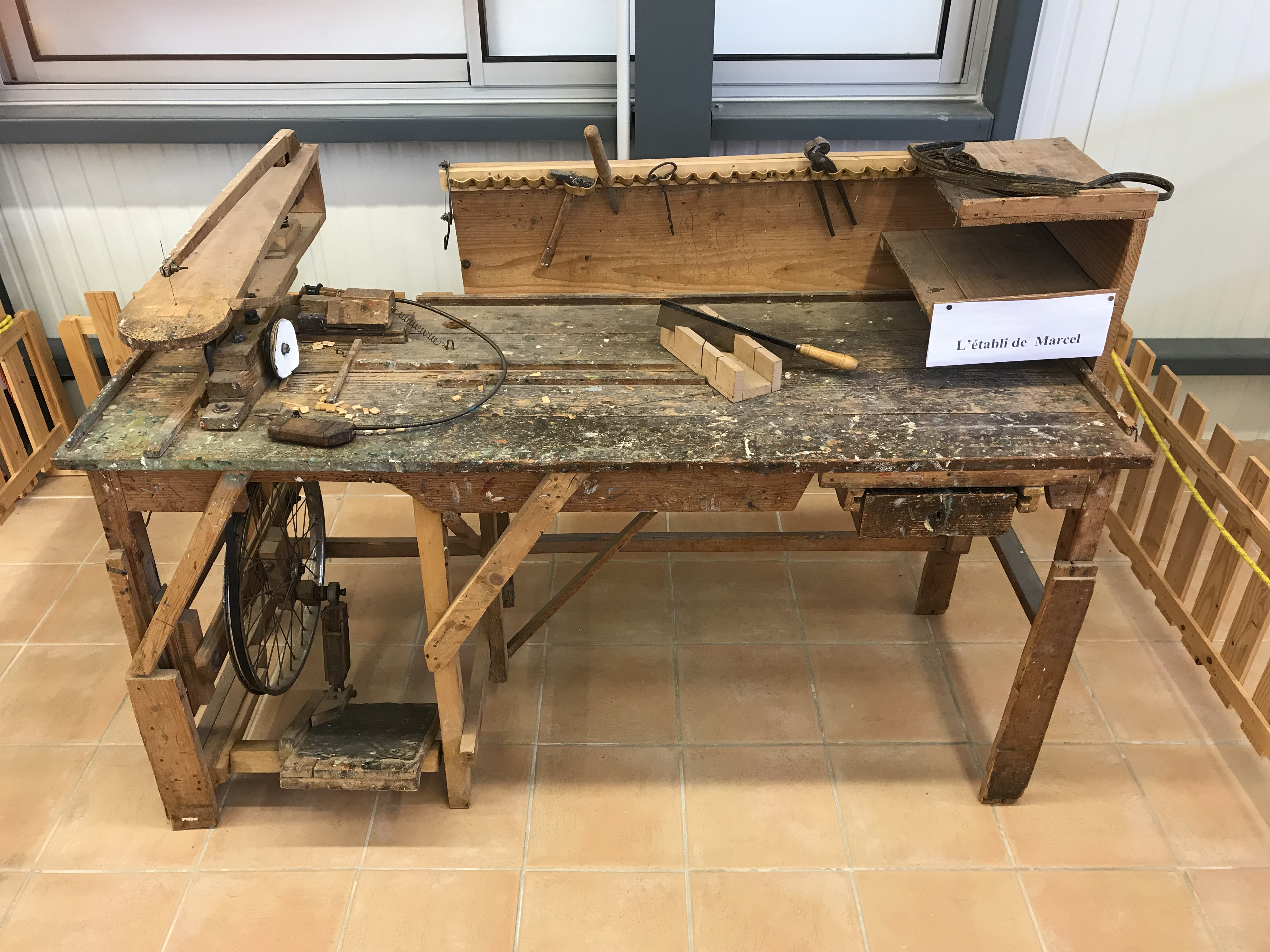
L'établi de Marcel Yerli
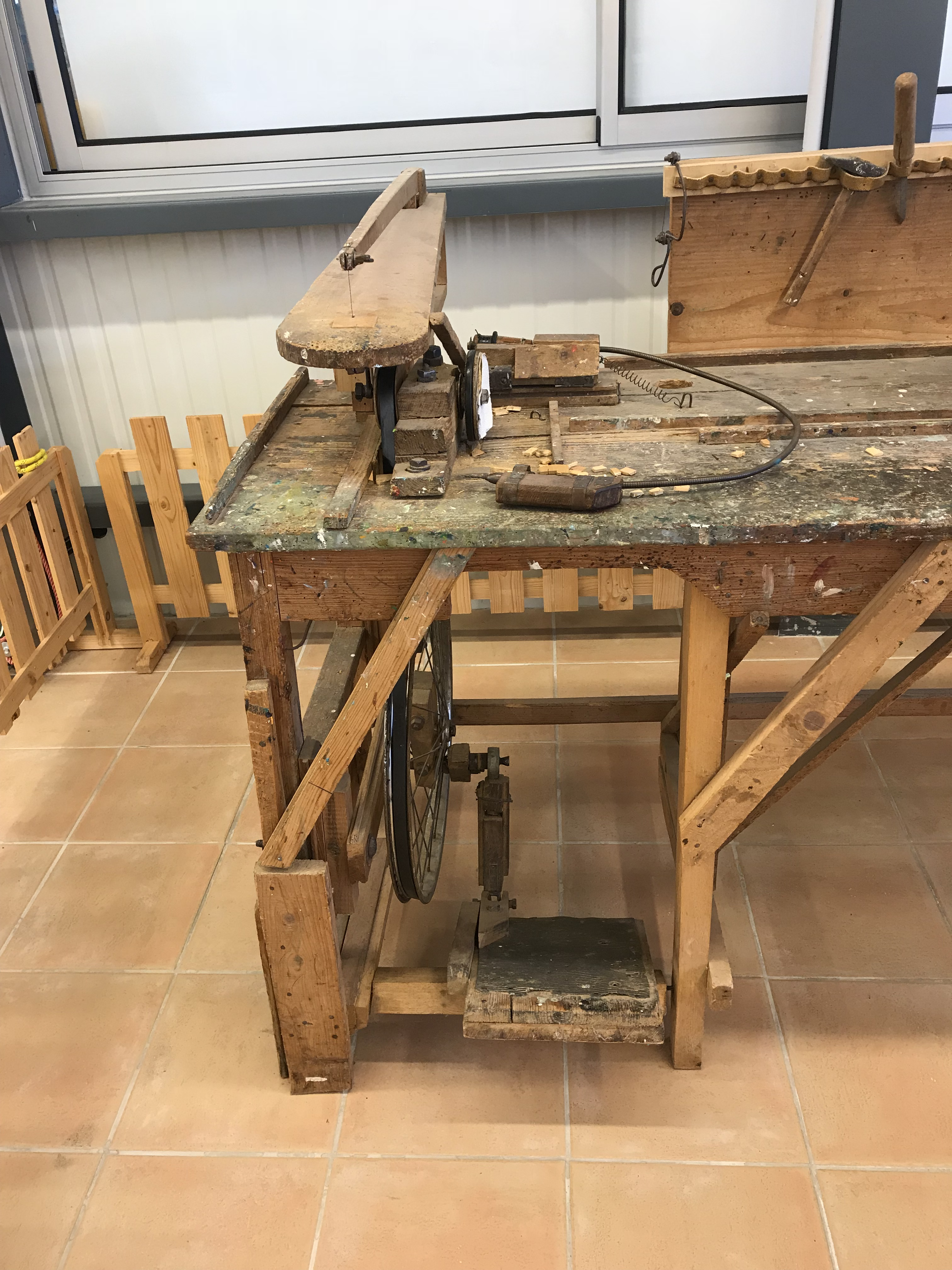
Détail de l'établi de Marcel Yerli
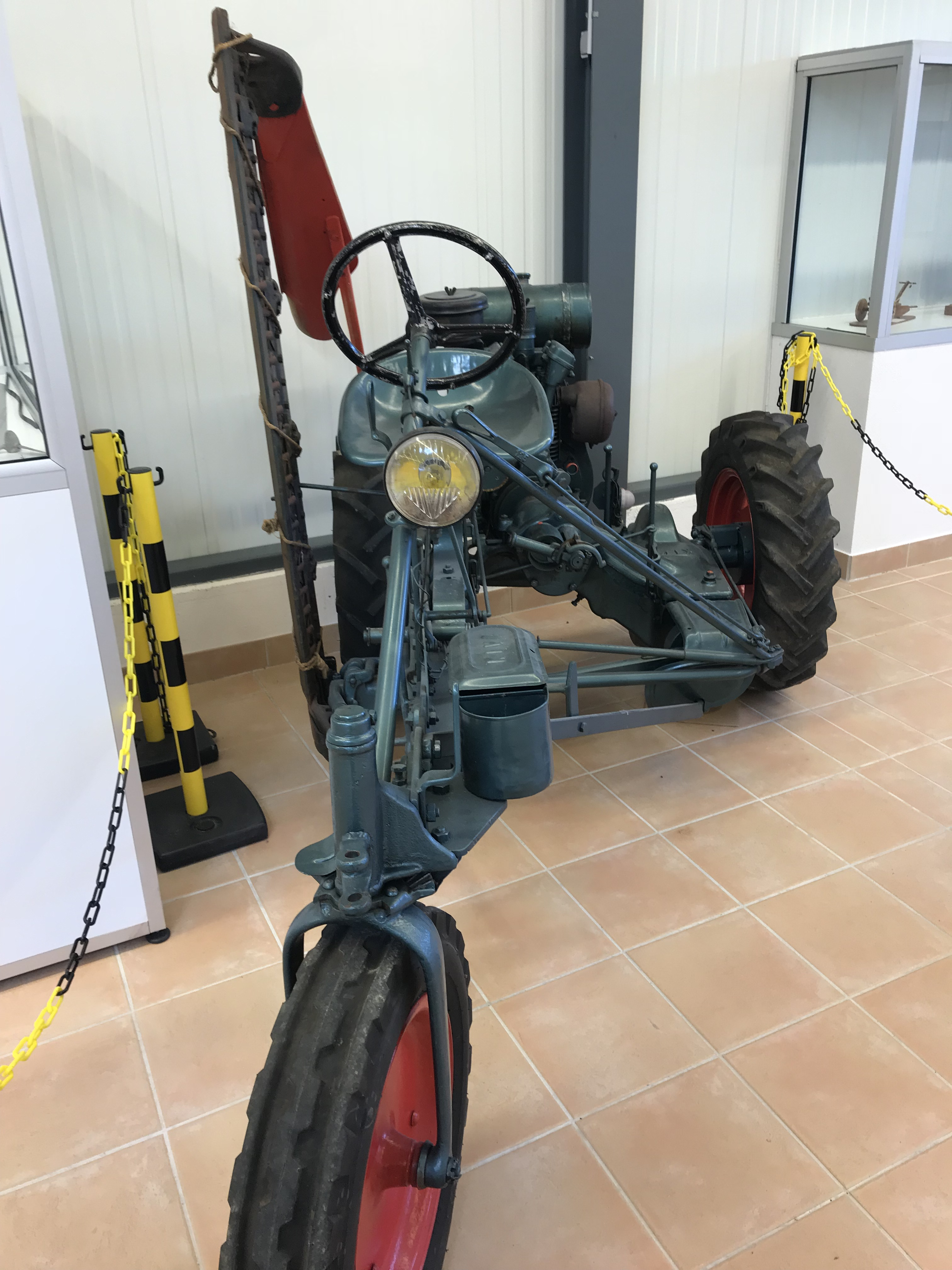
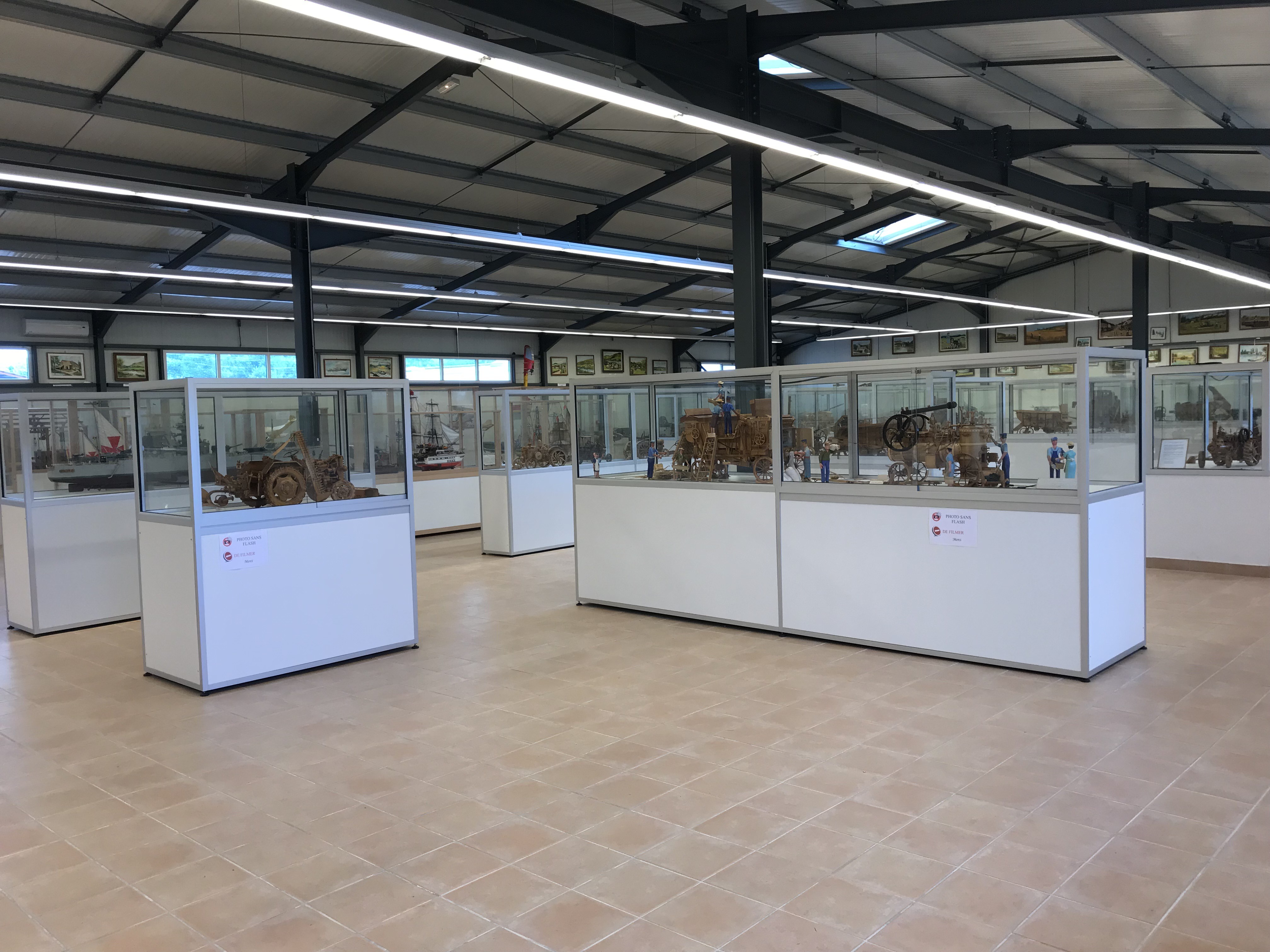
Vue générale de la salle du musée.
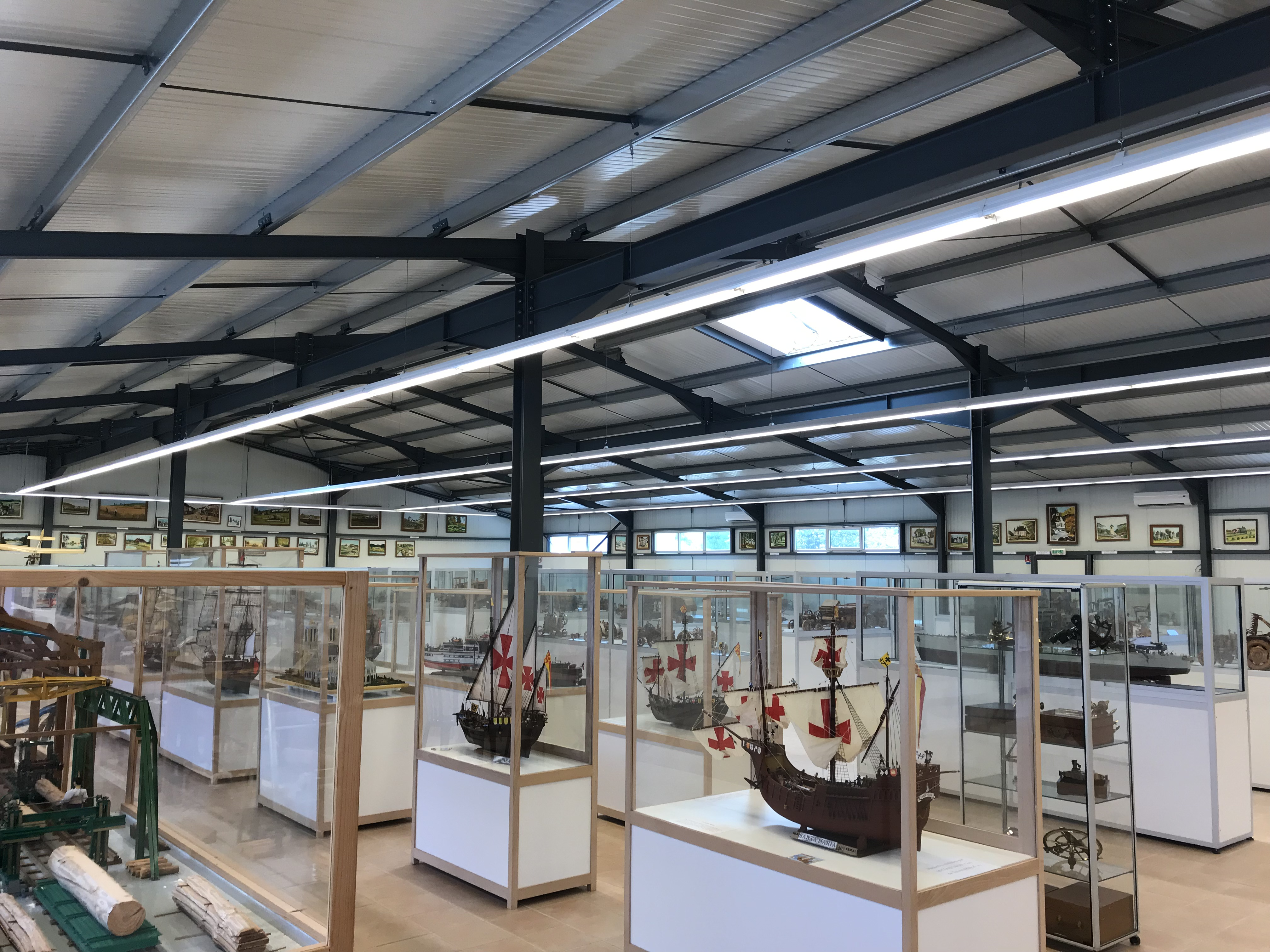
Vue générale du musée avec les vitrines exposant la flotte de bateaux, dont ceux de l'expédition de Christophe Colomb et la mythique Hermione.

## Images

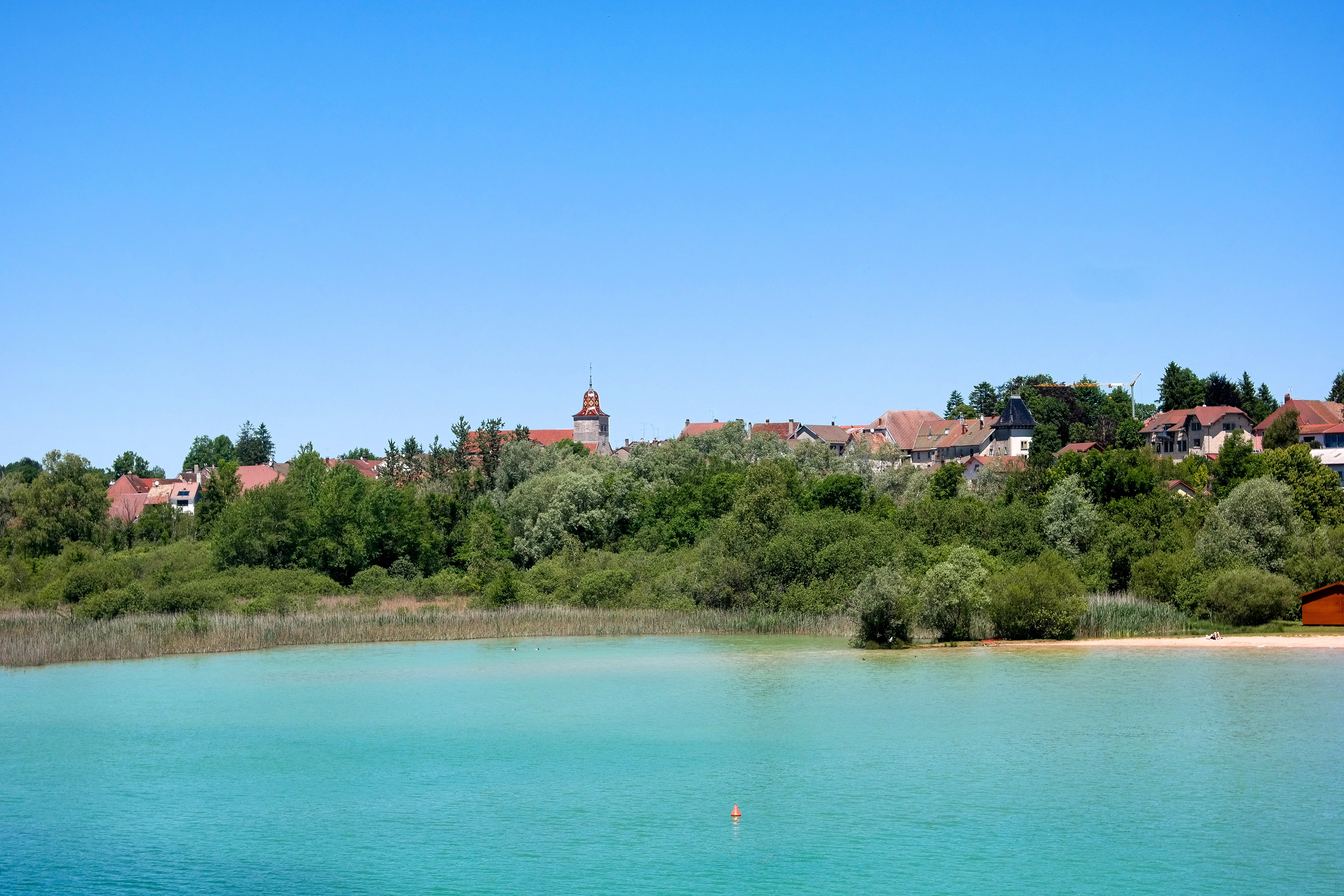
Le centre ancien depuis le Grand Lac et son plongeoir
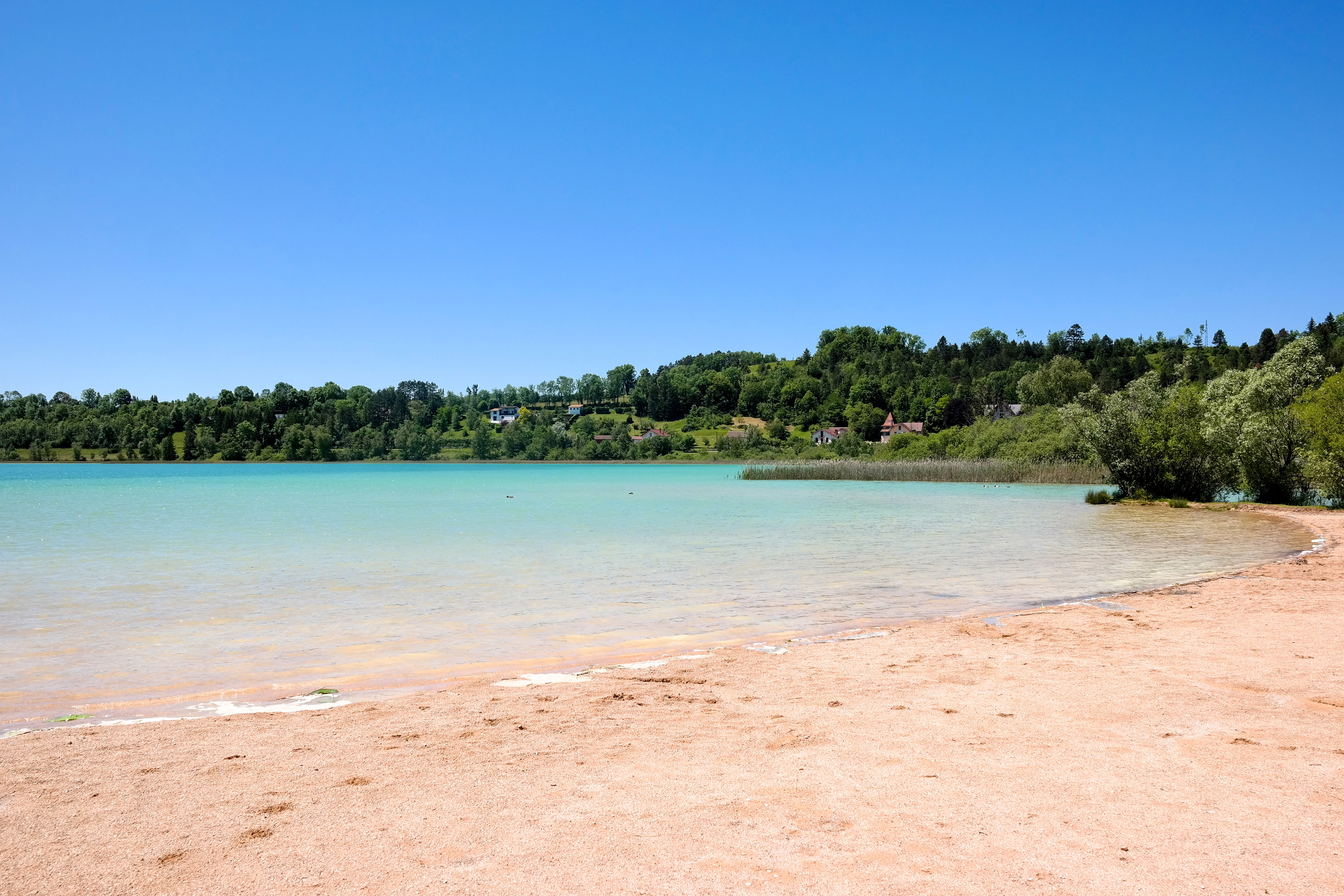
Le Grand Lac de Clairvaux
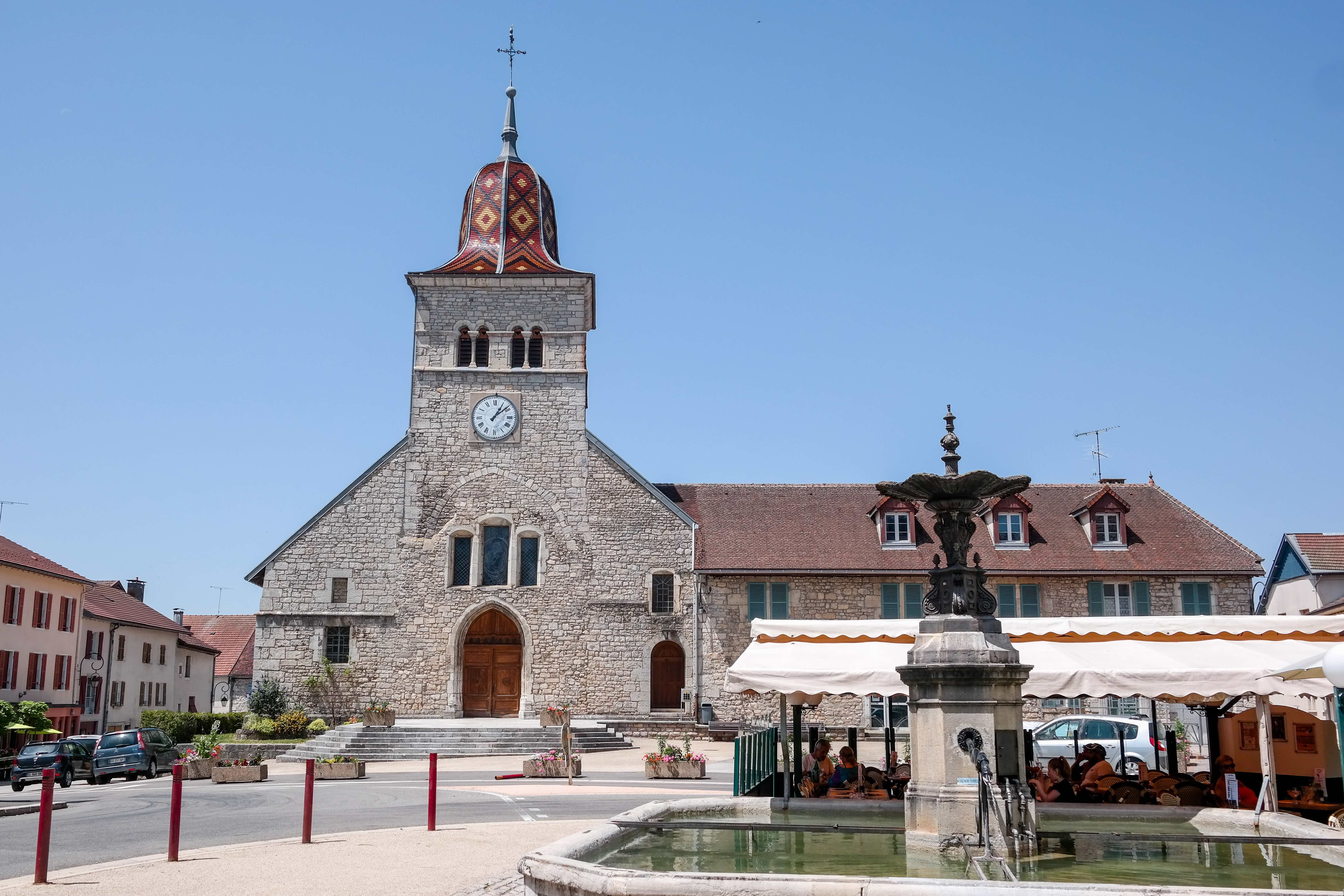
Église Saint-Nithier de Clairvaux-les-Lacs
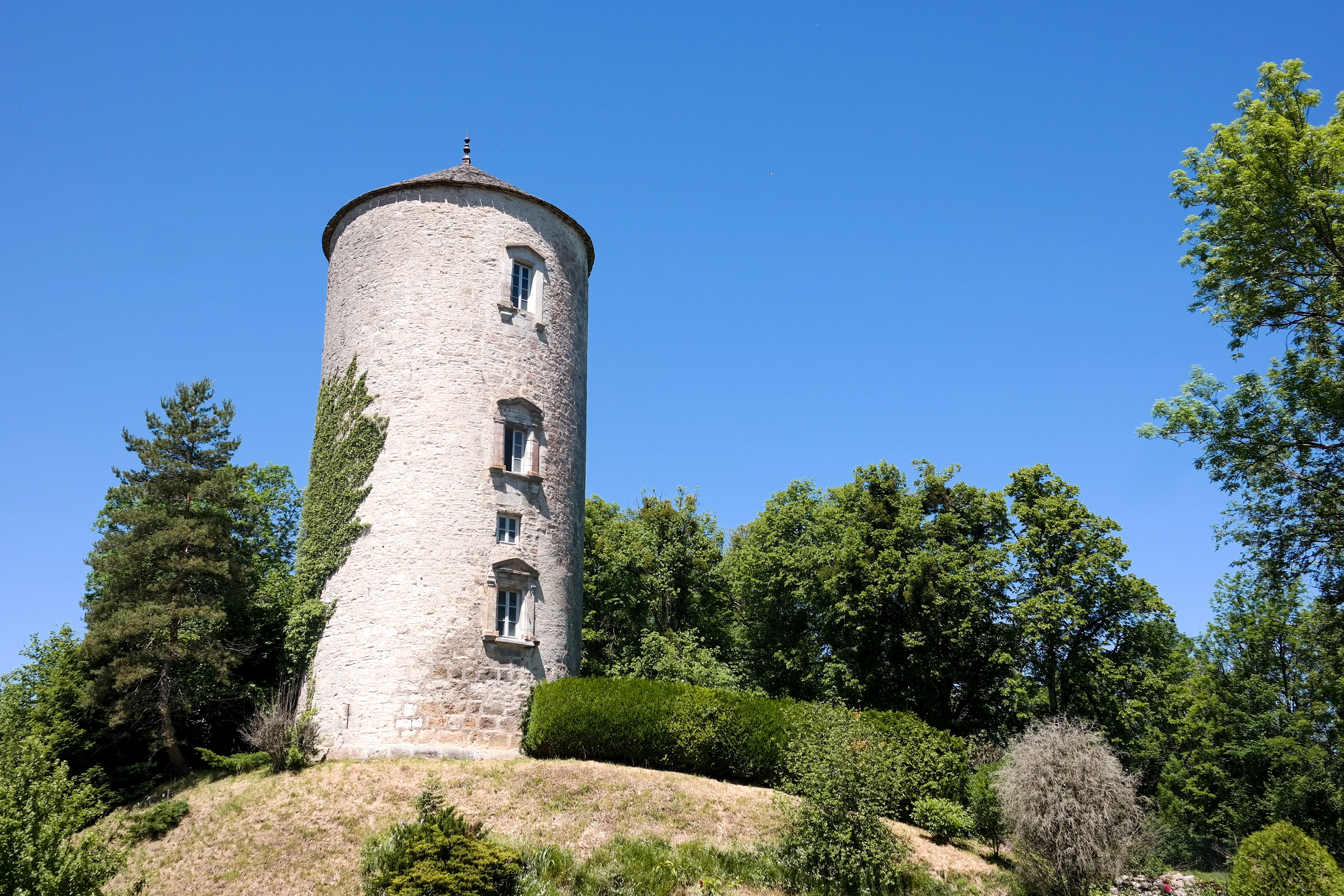
Tour de l'ancien château à Clairvaux-les-Lacs
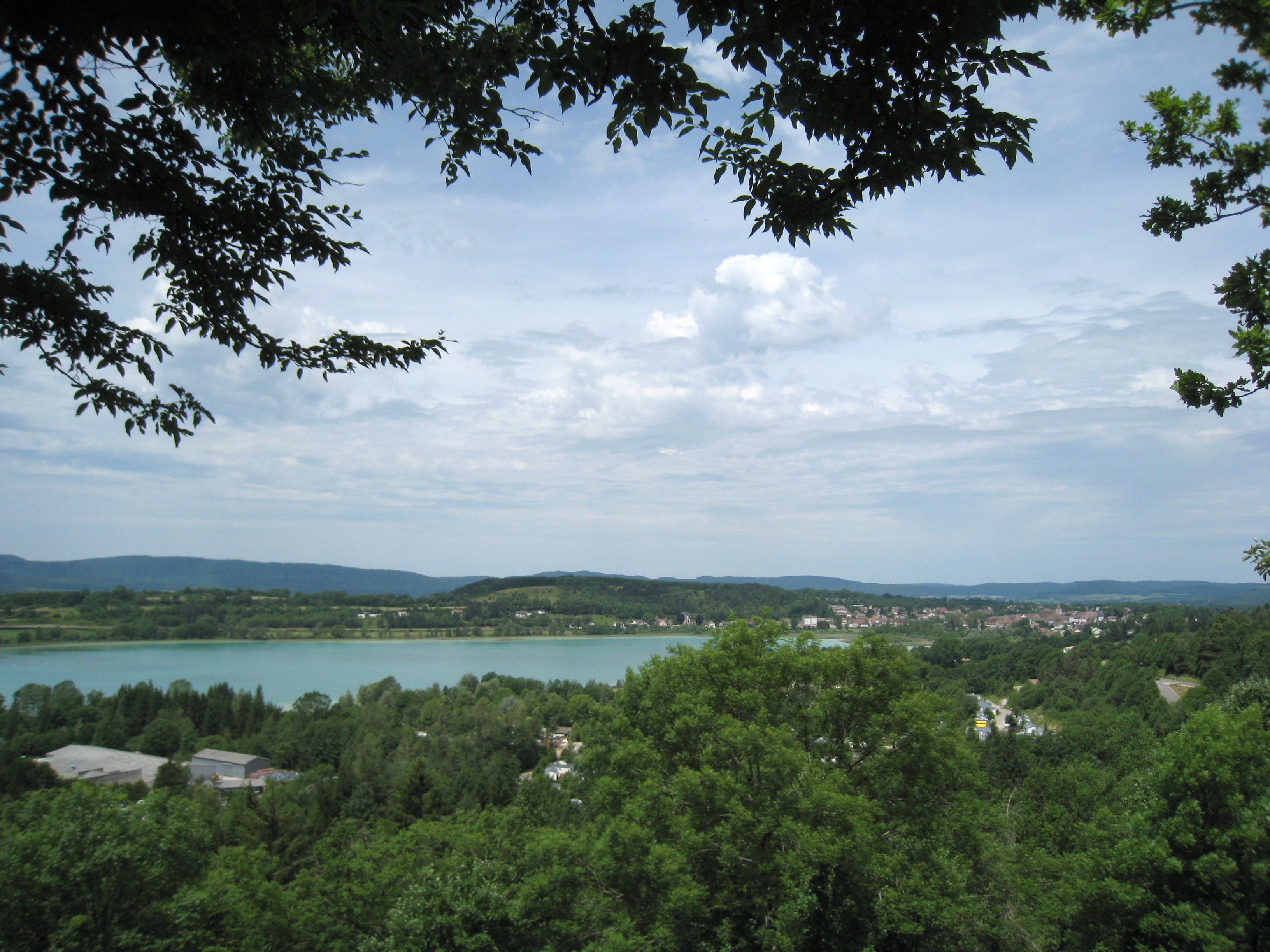
Lacs de Clairvaux et village de Clairvaux vus depuis la D118.
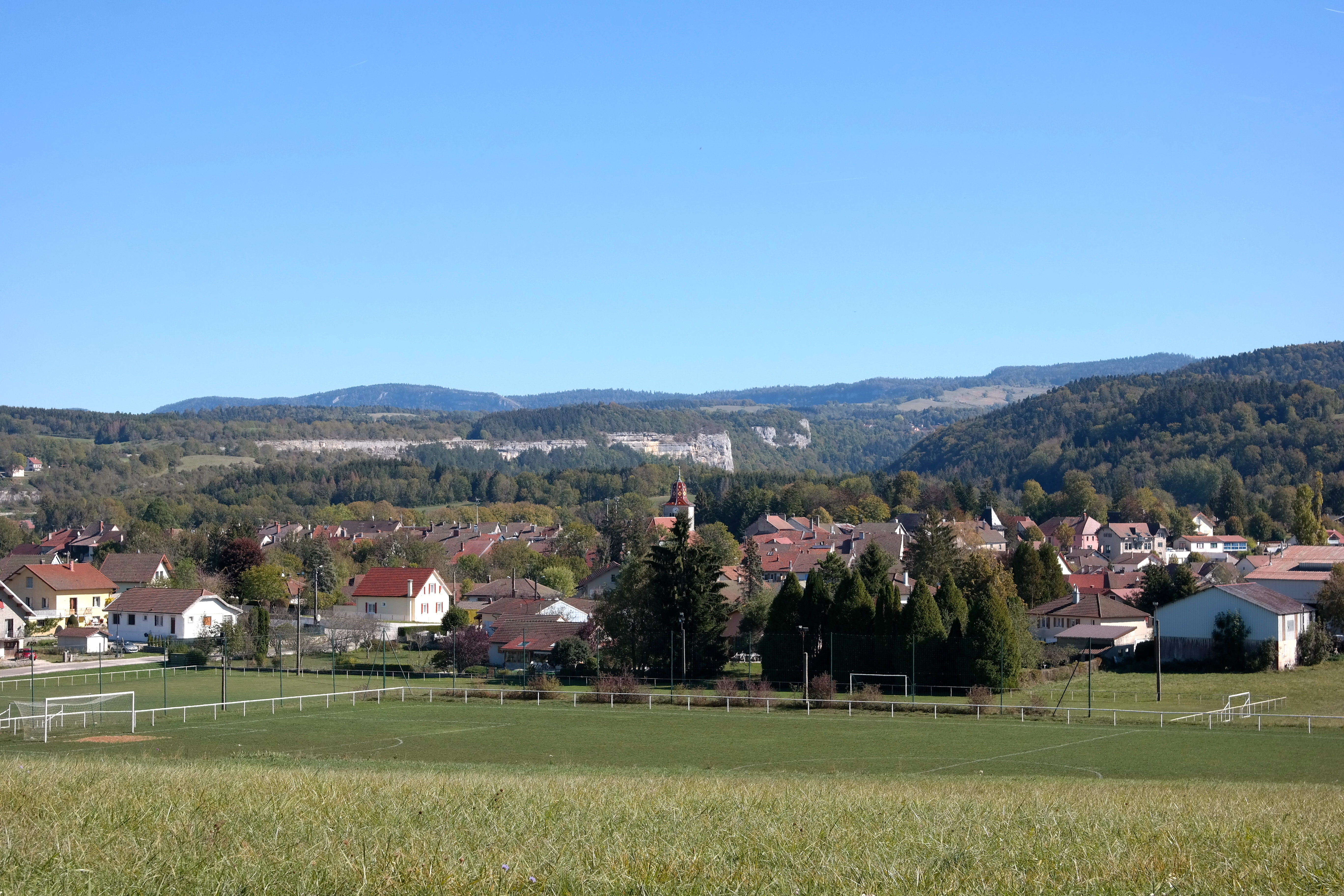
Clairvaux depuis la RD27E3
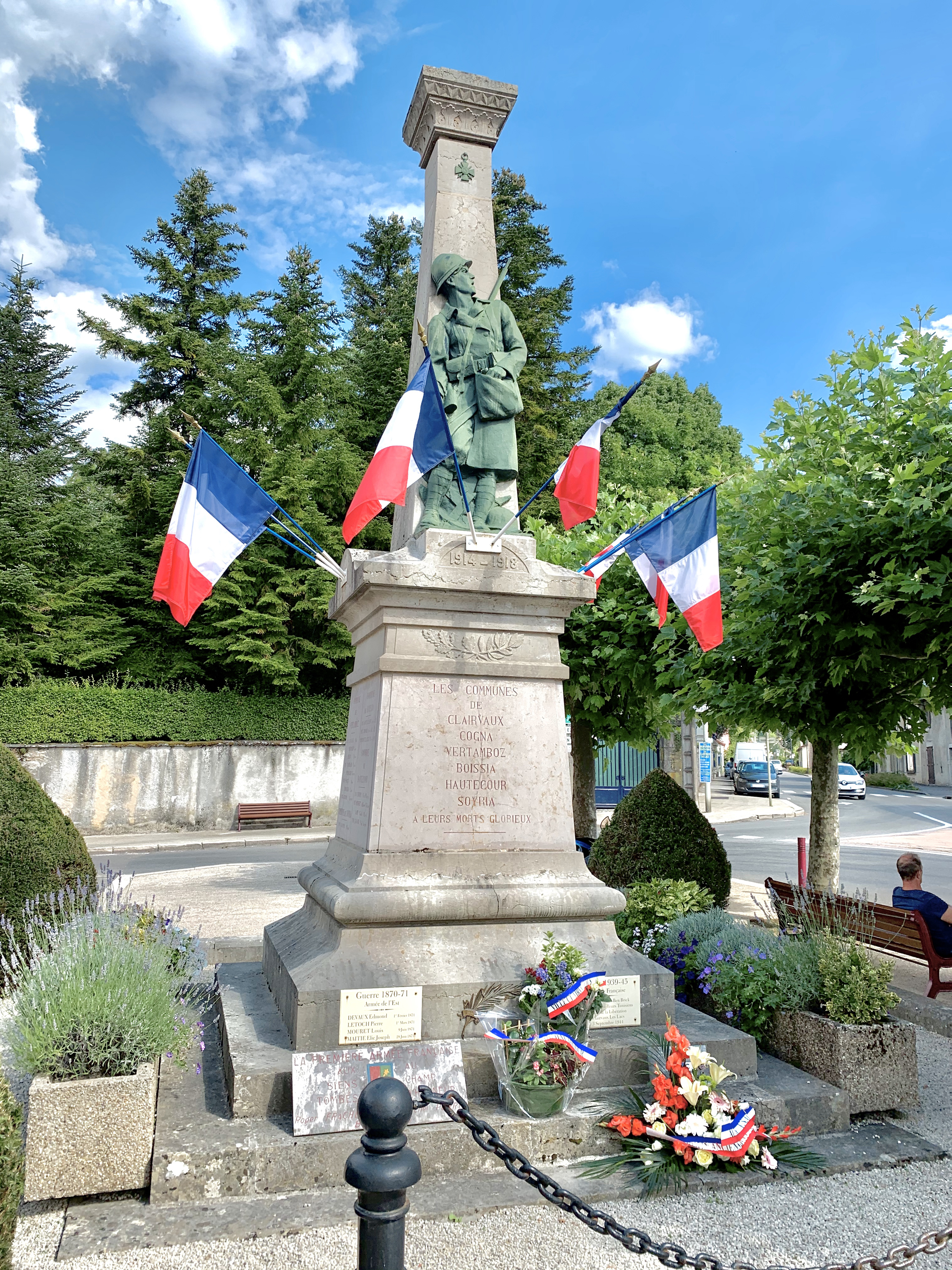
Monument aux morts de Clairvaux-les-Lacs.

### Personnalités liées à la commune
- Albert François Deriot (1766-1836),  général de division du Premier Empire, y est né.
- Jean-Joseph-Joachim Janod (1761-1836), magistrat et homme politique français des XVIIIe et XIXe siècles, y est né.
- Marie Louis Joseph Vauchez (1865-1903), militaire, y est né
- Jean Vuillemey (1930-2012), peintre et maître-verrier français, frère jumeau  de l'artiste Marcel Vuillemey, y est né.
- Jean-Claude Romand (1954-), criminel, y a tué ses deux parents le 9 janvier 1993.

### Clairvaux dans les arts et la culture
Un roman de Pierric Bailly, Polichinelle, se déroule à Clairvaux,.

### Héraldique
| Blason de Clairvaux-les-Lacs | Blason  | De gueules à la clef d'or; au chef cousu d’azur à trois étoiles d’argent. |
| Blason de Clairvaux-les-Lacs | Détails | Le statut officiel du blason reste à déterminer.                          |

## Pour approfondir